# Espalion
Espalion (Espaliu en occitan) est une commune française située dans le nord du département de l'Aveyron, en région Occitanie.
Le patrimoine architectural de la commune comprend sept immeubles protégés au titre des monuments historiques : la chapelle de Perse, classée en 1862, le Pont Vieux, classé en 1888, le palais de justice, classé en 1911, le château de Masse, inscrit en 1928, l'enceinte de Flaujac, inscrite en 1950, l'ancienne église Saint-Jean-Baptiste, inscrite en 1979, et le château d'Espalion et la chapelle de Calmont-d'Olt, classé en 1992.

## Géographie

Représentations cartographiques de la commune
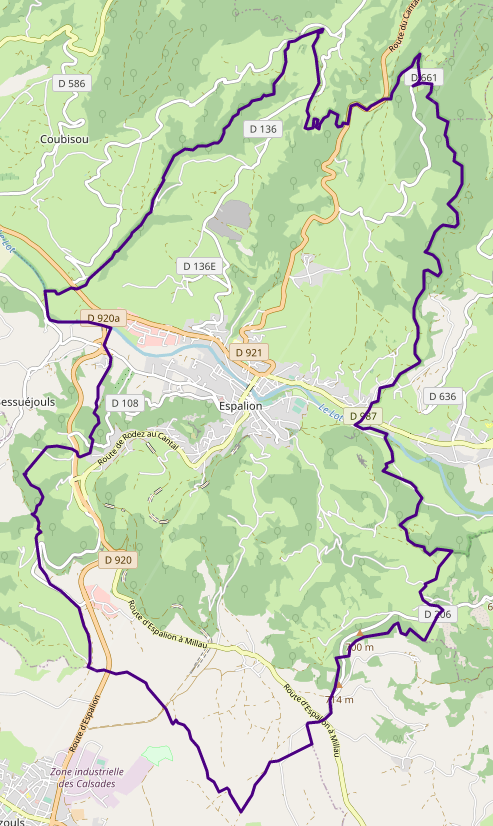
Carte OpenStreetMap.
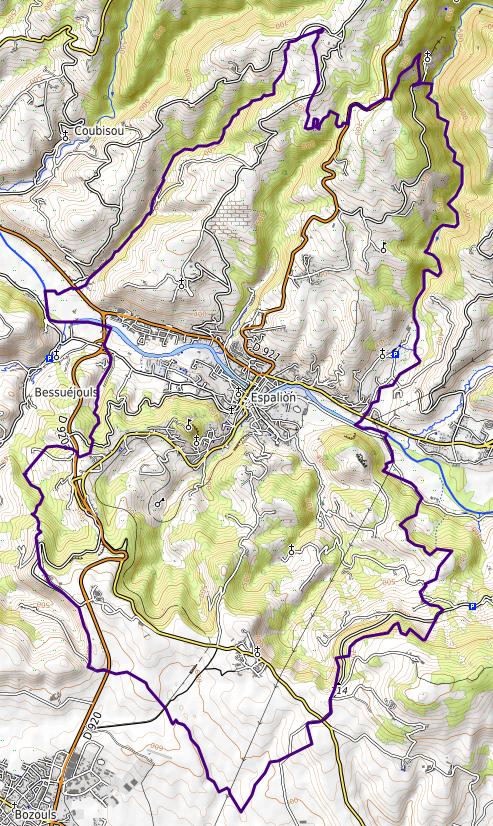
Carte topographique.

### Localisation
La ville, dominée par le château de Calmont d'Olt, est traversée par le Lot après sa confluence avec la Boralde Flaujaguèse.
Planté dans une campagne fertile, l'adage « Espalion, premier sourire du midi » se comprend surtout pour le pèlerin venu du nord par d'austères chemins.
Sur les rives du Lot s'alignent les façades des maisons pittoresques aux balcons de bois en encorbellement et toits pentus. Ce sont d'anciennes tanneries, les « calquières », dont les larges pierres en degrés, appelées « gandouliers », formant saillie plongent dans la rivière Lot (Òlt en occitan). Sur ces pierres, disposées en escalier, on pouvait tanner les peaux au niveau de la rivière, différent selon les saisons. Cette industrie était prospère, maintenue jusqu'à la Première Guerre Mondiale.
Cette rivière est sujette à de fréquentes crues :
- mai 1856[1]
- décembre 1885[2]

Curieusement les torrents descendant de l'Aubrac sont appelés « boraldes » en amont d'Espalion et « coussanes » en aval. À l’arrière plan, le Pont-Vieux, en grès rose à quatre arches, qui date du Moyen Âge, est inscrit au Patrimoine mondial de l'UNESCO au titre des Chemins de Compostelle en France.

### Communes limitrophes
Les communes limitrophes sont  Bessuéjouls, Bozouls, Condom-d'Aubrac, Coubisou, Gabriac, Lassouts, Le Cayrol et Saint-Côme-d'Olt.

### Climat
Pour des articles plus généraux, voir Climat de l'Occitanie et Climat de l'Aveyron.
En 2010, le climat de la commune est de type climat océanique altéré, selon une étude s'appuyant sur une série de données couvrant la période 1971-2000. En 2020, Météo-France publie une typologie des climats de la France métropolitaine dans laquelle la commune est exposée à un climat de montagne et est dans la région climatique Sud-est du Massif Central, caractérisée par une pluviométrie annuelle de 1 000 à 1 500 mm, minimale en été, maximale en automne.
Pour la période 1971-2000, la température annuelle moyenne est de 12,3 °C, avec une amplitude thermique annuelle de 16,5 °C. Le cumul annuel moyen de précipitations est de 1 036 mm, avec 11,9 jours de précipitations en janvier et 6,2 jours en juillet. Pour la période 1991-2020, la température moyenne annuelle observée sur la station météorologique la plus proche, située sur la commune de Saint-Côme-d'Olt à 4 km à vol d'oiseau, est de 12,5 °C et le cumul annuel moyen de précipitations est de 951,5 mm,. Pour l'avenir, les paramètres climatiques de la commune estimés pour 2050 selon différents scénarios d'émission de gaz à effet de serre sont consultables sur un site dédié publié par Météo-France en novembre 2022.

## Urbanisme

### Typologie
Au 1er janvier 2024, Espalion est catégorisée bourg rural, selon la nouvelle grille communale de densité à 7 niveaux définie par l'Insee en 2022.
Elle appartient à l'unité urbaine d'Espalion, une agglomération intra-départementale dont elle est ville-centre,. Par ailleurs la commune fait partie de l'aire d'attraction d'Espalion, dont elle est la commune-centre,. Cette aire, qui regroupe 7 communes, est catégorisée dans les aires de moins de 50 000 habitants,.

## Histoire
La ville d'Espalion est née du pont sur le Lot et des échanges avec la montagne.
Une voie romaine secondaire franchissait le Lot à Saint-Côme-d'Olt par un gué près de l'emplacement du pont gothique.
Espalion se situait sur un tronçon de la voie qui reliait Bordeaux (via Cahors) et Toulouse, à Lyon capitale des Gaules.
Plus précisément la route entre Segodunum, Rodez capitale du pays des Rutènes, et Anderitum (actuellement Javols) capitale du pays des Gabales
Selon certaines sources, le nom de la ville " Espalion " proviendrait du passage du Roi de France Charlemagne dans la ville durant un voyage qui devait l'amener à Lyon, il aurait alors demandé à l'un de ses conseillers : " N'est ce pas Lyon ? ".[source secondaire nécessaire]
La ville était du Xe siècle à la Révolution dominée par le château de basalte des seigneurs de Calmont d'Olt, dont subsistent, au sud, les ruines. Sans doute descendaient-ils d'un lieutenant mis en place par Charlemagne.
En 1832, l'ancienne commune de Flaujac fusionne avec Espalion.
Une croix de mission, pour la conversion des protestants, a été élevée au XVIIIe siècle sur le pont.
Espalion a perdu en 1926 son rôle de sous-préfecture hérité d'une longue histoire mais n'a pas été chef-lieu de district[réf. souhaitée].
La ville avait une gare ferroviaire sur la ligne Bertholène - Espalion par Banc, Gabriac, Bozouls et Biounac, mise en service en 1908 après 7 ans de travaux. Le trafic voyageur cessa en 1938 et le trafic marchandises en 1987. La ligne est actuellement totalement déferrée. Sa longueur était de près de 23 km. Espalion fut la dernière sous-préfecture métropolitaine à être desservie par le chemin de fer.

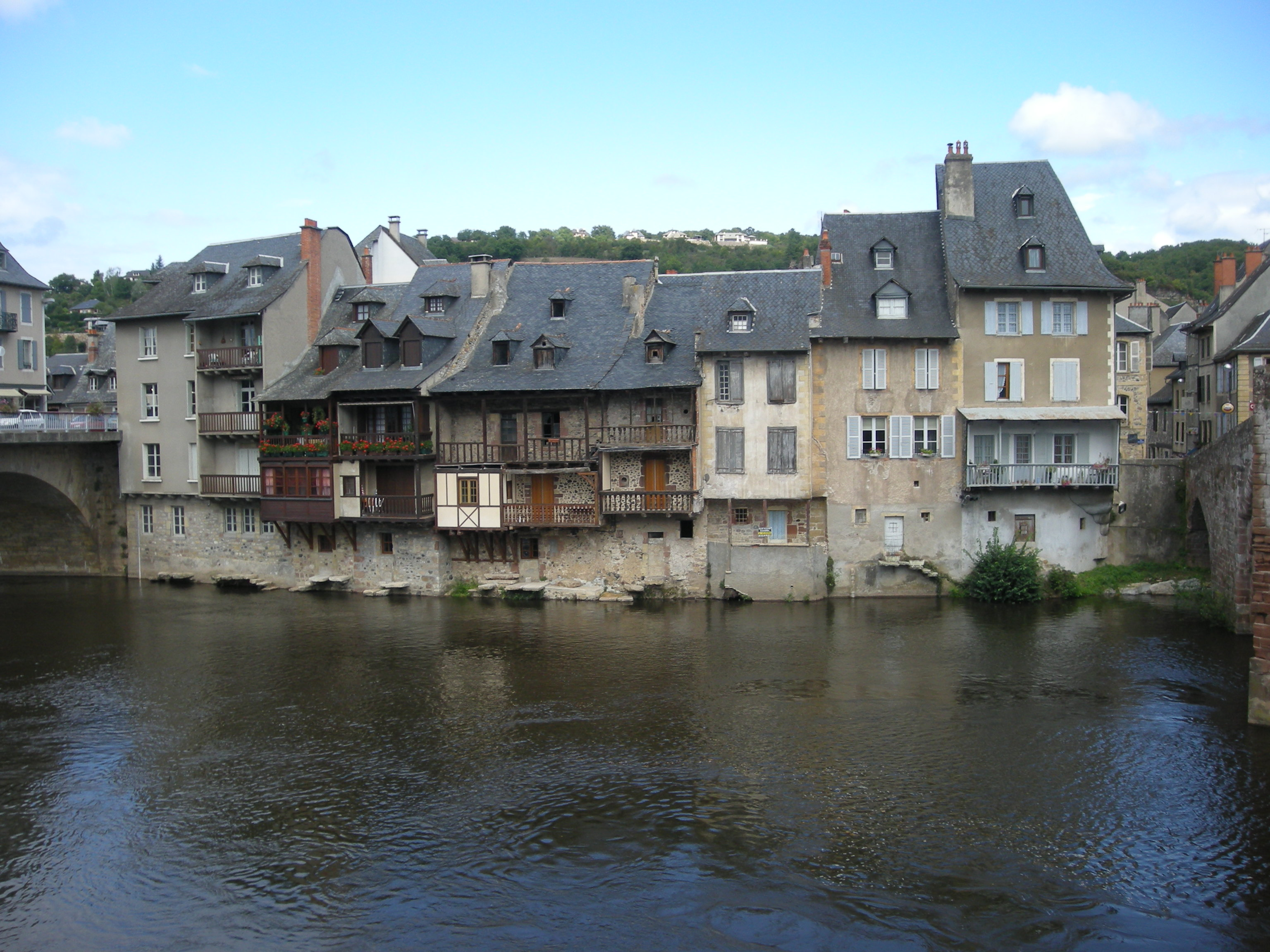
Anciennes tanneries au bord du Lot
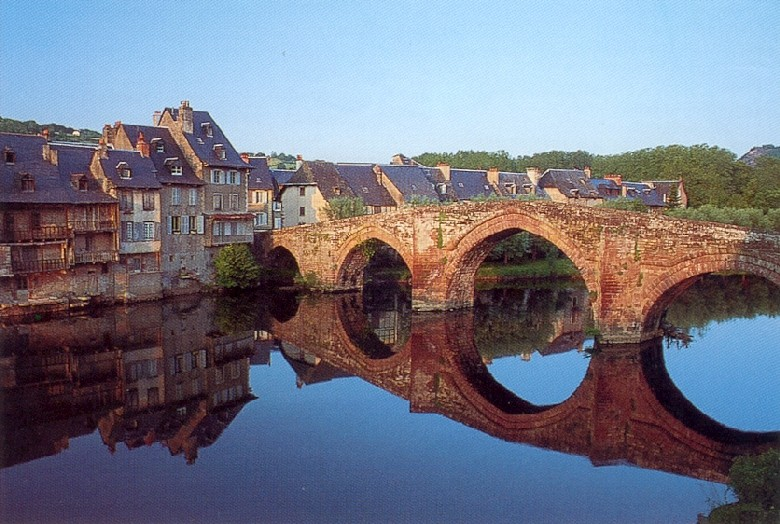
Le Pont-Vieux.

### Liste des maires

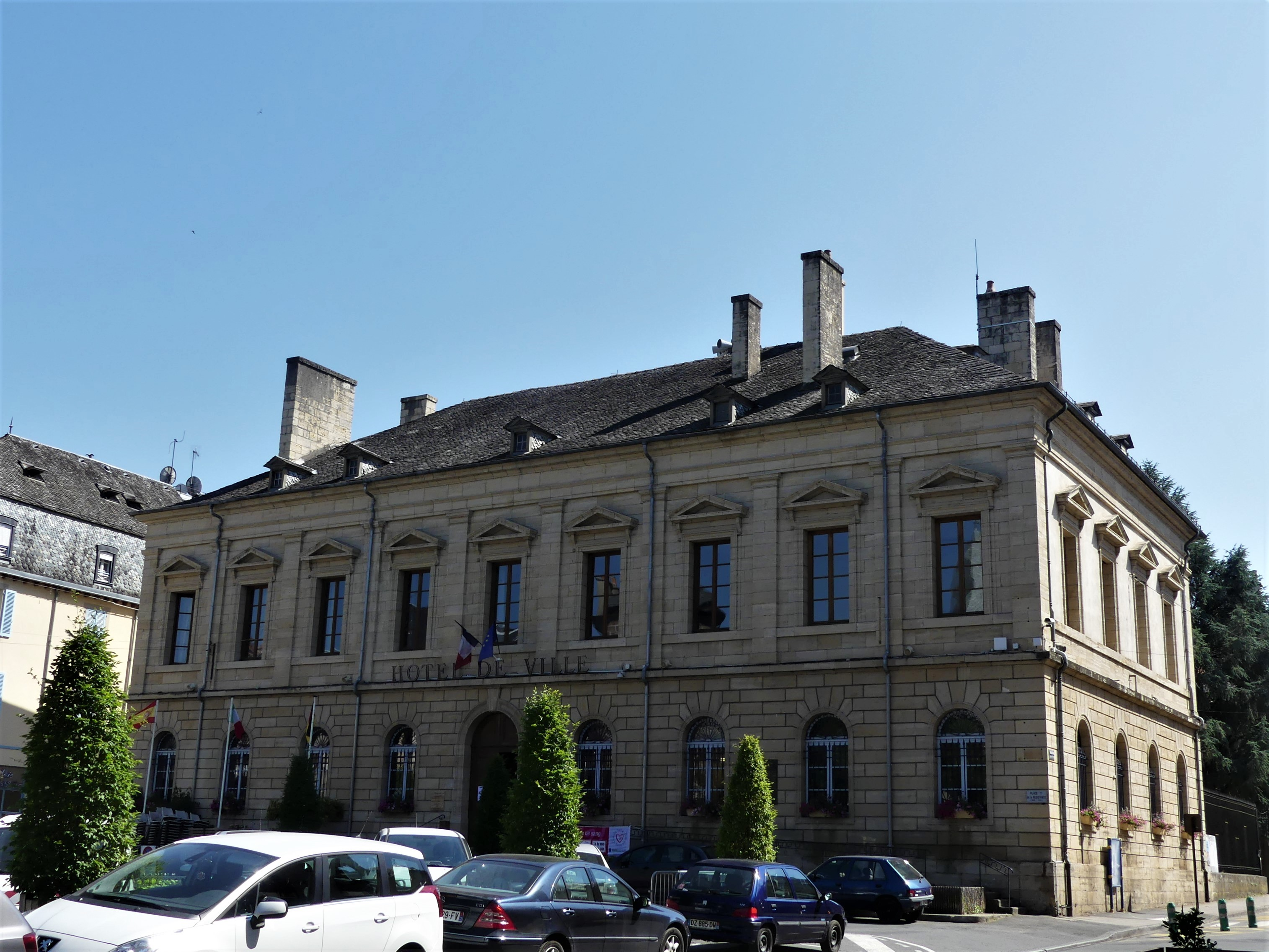
L'hôtel de ville en 2017.

## Politique et administration

### Jumelages

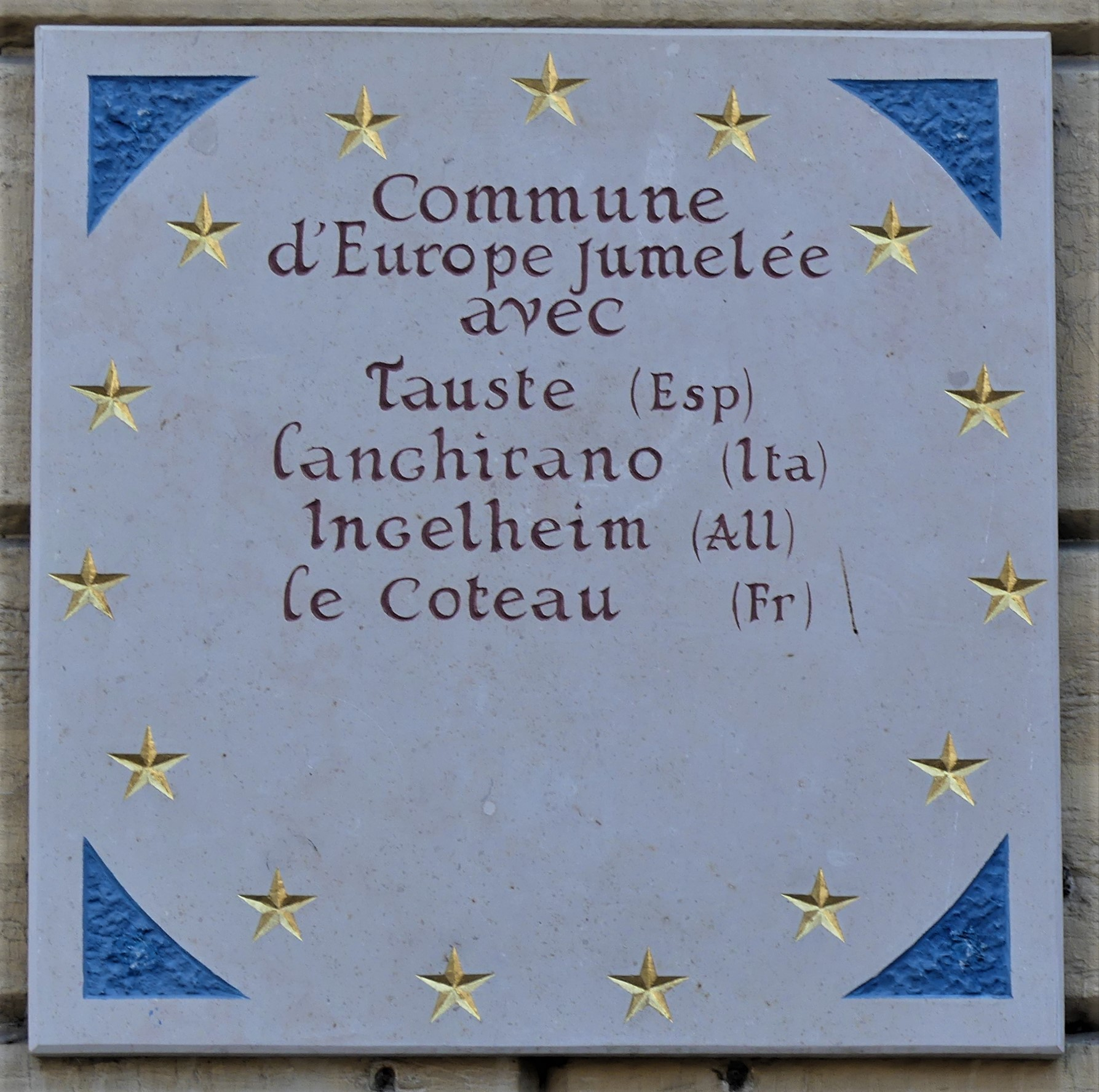
La plaque des jumelages d'Espalion.

- Tauste (Espagne)
- Langhirano (Italie)
- Ingelheim (Allemagne)
- Le Coteau (France)

## Population et société

### Démographie
L'évolution du nombre d'habitants est connue à travers les recensements de la population effectués dans la commune depuis 1793. Pour les communes de moins de 10 000 habitants, une enquête de recensement portant sur toute la population est réalisée tous les cinq ans, les populations de référence des années intermédiaires étant quant à elles estimées par interpolation ou extrapolation. Pour la commune, le premier recensement exhaustif entrant dans le cadre du nouveau dispositif a été réalisé en 2005.

En 2022, la commune comptait 4 607 habitants, en évolution de +1,9 % par rapport à 2016 (Aveyron : +0,37 %, France hors Mayotte : +2,11 %).
| 1793  | 1800  | 1806  | 1821  | 1831  | 1836  | 1841  | 1846  | 1851  |
| ----- | ----- | ----- | ----- | ----- | ----- | ----- | ----- | ----- |
| 2 905 | 2 622 | 3 304 | 3 261 | 3 545 | 4 082 | 4 404 | 4 353 | 4 318 |

| 1856  | 1861  | 1866  | 1872  | 1876  | 1881  | 1886  | 1891  | 1896  |
| ----- | ----- | ----- | ----- | ----- | ----- | ----- | ----- | ----- |
| 4 307 | 4 230 | 4 330 | 3 845 | 4 001 | 3 832 | 3 935 | 3 667 | 3 787 |

| 1901  | 1906  | 1911  | 1921  | 1926  | 1931  | 1936  | 1946  | 1954  |
| ----- | ----- | ----- | ----- | ----- | ----- | ----- | ----- | ----- |
| 4 149 | 3 725 | 3 716 | 3 492 | 3 645 | 3 391 | 3 637 | 4 012 | 3 660 |

| 1962  | 1968  | 1975  | 1982  | 1990  | 1999  | 2005  | 2006  | 2010  |
| ----- | ----- | ----- | ----- | ----- | ----- | ----- | ----- | ----- |
| 3 529 | 3 881 | 4 422 | 4 733 | 4 614 | 4 360 | 4 457 | 4 511 | 4 341 |

| 2015  | 2020  | 2022  | - | - | - | - | - | - |
| ----- | ----- | ----- | - | - | - | - | - | - |
| 4 545 | 4 643 | 4 607 | - | - | - | - | - | - |

| selon la population municipale des années : | 1968 | 1975 | 1982 | 1990 | 1999 | 2006 | 2009 | 2013 |
| Rang de la commune dans le département      | 9    | 9    | 9    | 9    | 10   | 9    | 9    | 9    |
| Nombre de communes du département           | 306  | 303  | 304  | 304  | 304  | 304  | 304  | 304  |

## Économie

### Revenus
En 2018  (données Insee publiées en septembre 2021), la commune compte 2 164 ménages fiscaux, regroupant 4 268 personnes. La médiane du revenu disponible par unité de consommation est de 20 730 € (20 640 € dans le département). 44 % des ménages fiscaux sont imposés ( % dans le département).

### Emploi
| Division       | 2008  | 2013  | 2018  |
| -------------- | ----- | ----- | ----- |
| Commune        | 6,5 % | 7,6 % | 5 %   |
| Département    | 5,4 % | 7,1 % | 7,1 % |
| France entière | 8,3 % | 10 %  | 10 %  |

En 2018, la population âgée de 15 à 64 ans s'élève à 2 416 personnes, parmi lesquelles on compte 77,1 % d'actifs (72,1 % ayant un emploi et 5 % de chômeurs) et 22,9 % d'inactifs,. En  2018, le taux de chômage communal (au sens du recensement) des 15-64 ans est inférieur à celui de la France et département, alors qu'en 2008 il était supérieur à celui du département et inférieur à celui de la France.
La commune est la commune-centre de l'aire d'attraction d'Espalion,. Elle compte 2 271 emplois en 2018, contre 2 166 en 2013 et 2 288 en 2008. Le nombre d'actifs ayant un emploi résidant dans la commune est de 1 780, soit un indicateur de concentration d'emploi de 127,6 % et un taux d'activité parmi les 15 ans ou plus de 48,2 %.
Sur ces 1 780 actifs de 15 ans ou plus ayant un emploi, 974 travaillent dans la commune, soit 55 % des habitants. Pour se rendre au travail, 80,1 % des habitants utilisent un véhicule personnel ou de fonction à quatre roues, 0,8 % les transports en commun, 14,8 % s'y rendent en deux-roues, à vélo ou à pied et 4,3 % n'ont pas besoin de transport (travail au domicile).

### Activités hors agriculture

#### Secteurs d'activités
542 établissements sont implantés  à Espalion au 31 décembre 2019. Le tableau ci-dessous en détaille le nombre par secteur d'activité et compare les ratios avec ceux du département,.
| Secteur d'activité                                                                                        | Commune | Commune | Département |
| Secteur d'activité                                                                                        | Nombre  | %       | %           |
| --- | ------- | ------- | ----------- |
| Ensemble                                                                                                  | 542     | 100 %   | (100 %)     |
| Industrie manufacturière, industries extractives et autres                                                | 54      | 10 %    | (17,7 %)    |
| Construction                                                                                              | 75      | 13,8 %  | (13 %)      |
| Commerce de gros et de détail, transports, hébergement et restauration                                    | 167     | 30,8 %  | (27,5 %)    |
| Information et communication                                                                              | 13      | 2,4 %   | (1,5 %)     |
| Activités financières et d'assurance                                                                      | 27      | 5 %     | (3,4 %)     |
| Activités immobilières                                                                                    | 24      | 4,4 %   | (4,2 %)     |
| Activités spécialisées, scientifiques et techniques et activités de services administratifs et de soutien | 73      | 13,5 %  | (12,4 %)    |
| Administration publique, enseignement, santé humaine et action sociale                                    | 75      | 13,8 %  | (12,7 %)    |
| Autres activités de services                                                                              | 34      | 6,3 %   | (7,8 %)     |

Le secteur du commerce de gros et de détail, des transports, de l'hébergement et de la restauration est prépondérant sur la commune puisqu'il représente 30,8 % du nombre total d'établissements de la commune (167 sur les 542 entreprises implantées  à Espalion), contre 27,5 % au niveau départemental.

#### Entreprises
Les cinq entreprises ayant leur siège social sur le territoire communal qui génèrent le plus de chiffre d'affaires en 2020 sont : 
- Caphorn, hypermarchés (24 137 k€)
- Etablissements Semenzin Et Fils - Le Manoir Alexandre - Sema, préparation industrielle de produits à base de viande (12 374 k€)
- SARL Noramedic, location et location-bail d'autres biens personnels et domestiques (8 532 k€)
- SARL Laguiole Tradition, fabrication de coutellerie (5 759 k€)
- Landesbus, transports routiers réguliers de voyageurs (2 269 k€)

Laguiole Synergie est une entreprise du patrimoine vivant qui produit le couteau de Laguiole.

### Agriculture
La commune est dans la « Viadène et vallée du Lot », une petite région agricole occupant le nord-ouest du département de l'Aveyron. En 2020, l'orientation technico-économique de l'agriculture  sur la commune est l'élevage d'équidés et/ou d' autres herbivores.
|               | 1988  | 2000  | 2010  | 2020  |
| ------------- | ----- | ----- | ----- | ----- |
| Exploitations | 86    | 55    | 48    | 47    |
| SAU (ha)      | 1 778 | 1 764 | 1 810 | 1 981 |

Le nombre d'exploitations agricoles en activité et ayant leur siège dans la commune est passé de 86 lors du recensement agricole de 1988  à 55 en 2000 puis à 48 en 2010 et enfin à 47 en 2020, soit une baisse de 45 % en 32 ans. Le même mouvement est observé à l'échelle du département qui a perdu pendant cette période 51 % de ses exploitations,. La surface agricole utilisée sur la commune a quant à elle augmenté, passant de 1 778 ha en 1988 à 1 981 ha en 2020. Parallèlement la surface agricole utilisée moyenne par exploitation a augmenté, passant de 21 à 42 ha.

## Culture locale et patrimoine

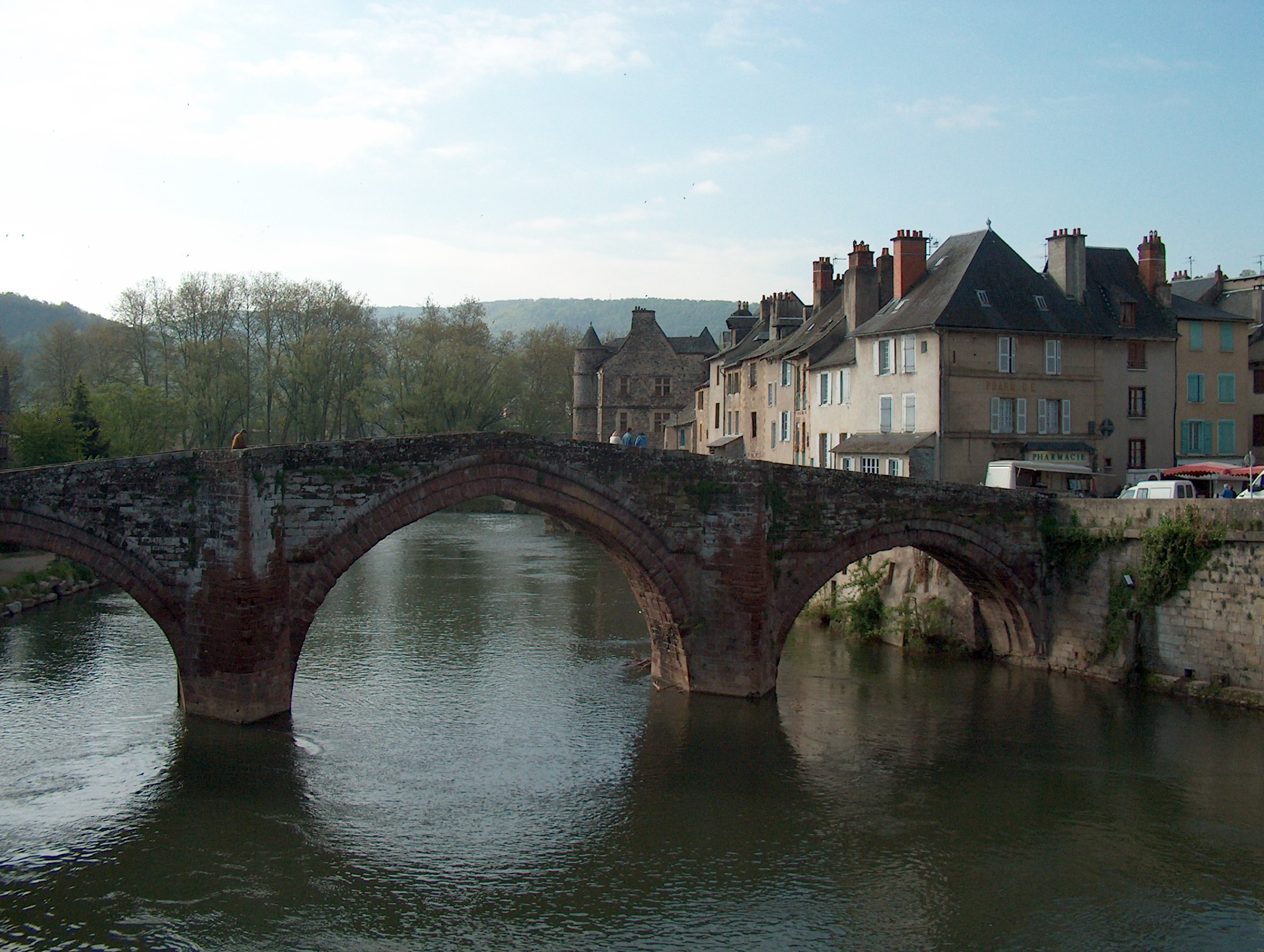
Espalion, le pont, vue sur la rive gauche de l'Olt, un jour de marché

### Patrimoine militaire
Classé Monument Historique, le château Fort de Calmont d'Olt domine la ville d'Espalion du haut de son piton basaltique.
Édifié entre le XIe siècle et le XVe siècle, il témoigne de l'adaptation architecturale des châteaux aux évolutions de l'armement.
C'est à ce titre que des engins de siège y sont présentés en fonctionnement dans le cadre d'animations sur la guerre de siège au Moyen Âge.

### Patrimoine religieux

#### Église Saint-Hilarian-Sainte-Foy de Perse
L'église Saint-Hilarian-Sainte-Foy de Perse fut édifiée au lieu où Saint Hilarian aurait été, en 730, décapité par les Sarrasins : l’iconographie le représente portant sa tête coupée qu’il va laver à la source de Fontsanges.
En 1060, un monastère pré-roman appelé Perse fut donné à l’abbaye de Conques par Hugues de Calmont. Reconstruit aux XIe et XIIe siècles par Conques, il fut sécularisé en 1537 et demeura église paroissiale jusqu’en 1742.
En grès rose et blanc sous son toit d’ardoise bleue, elle est de style roman très pur : le chœur est du XIe siècle, le reste du XIIe siècle, à l'exception des chapelles gothiques ajoutées en 1471. Le clocher-mur à quatre arcades se dresse sur l'arc triomphal.
Sur le tympan-linteau du portail se trouve la Vierge entourée de dix apôtres. Le linteau présente le jugement d'une âme. En haut à gauche, une Adoration des mages.
À l’intérieur sur les chapiteaux : un Christ en majesté entourée de moines, un combat de chevaliers et de fantassins, et des oiseaux affrontés. Une dalle carolingienne a été réemployée dans le transept. Un chevet appuyé sur huit contreforts et orné d'arcatures en plein cintre. Des fresques du XIIe siècle, retouchées.

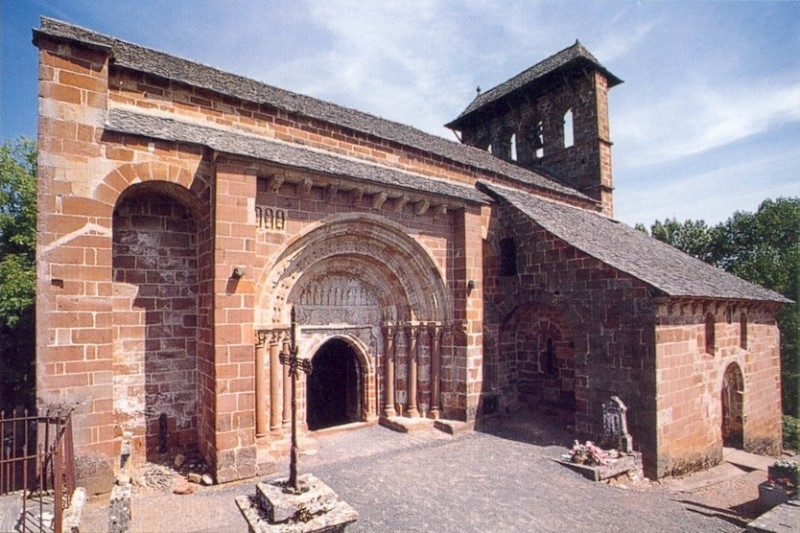
La chapelle de Perse.
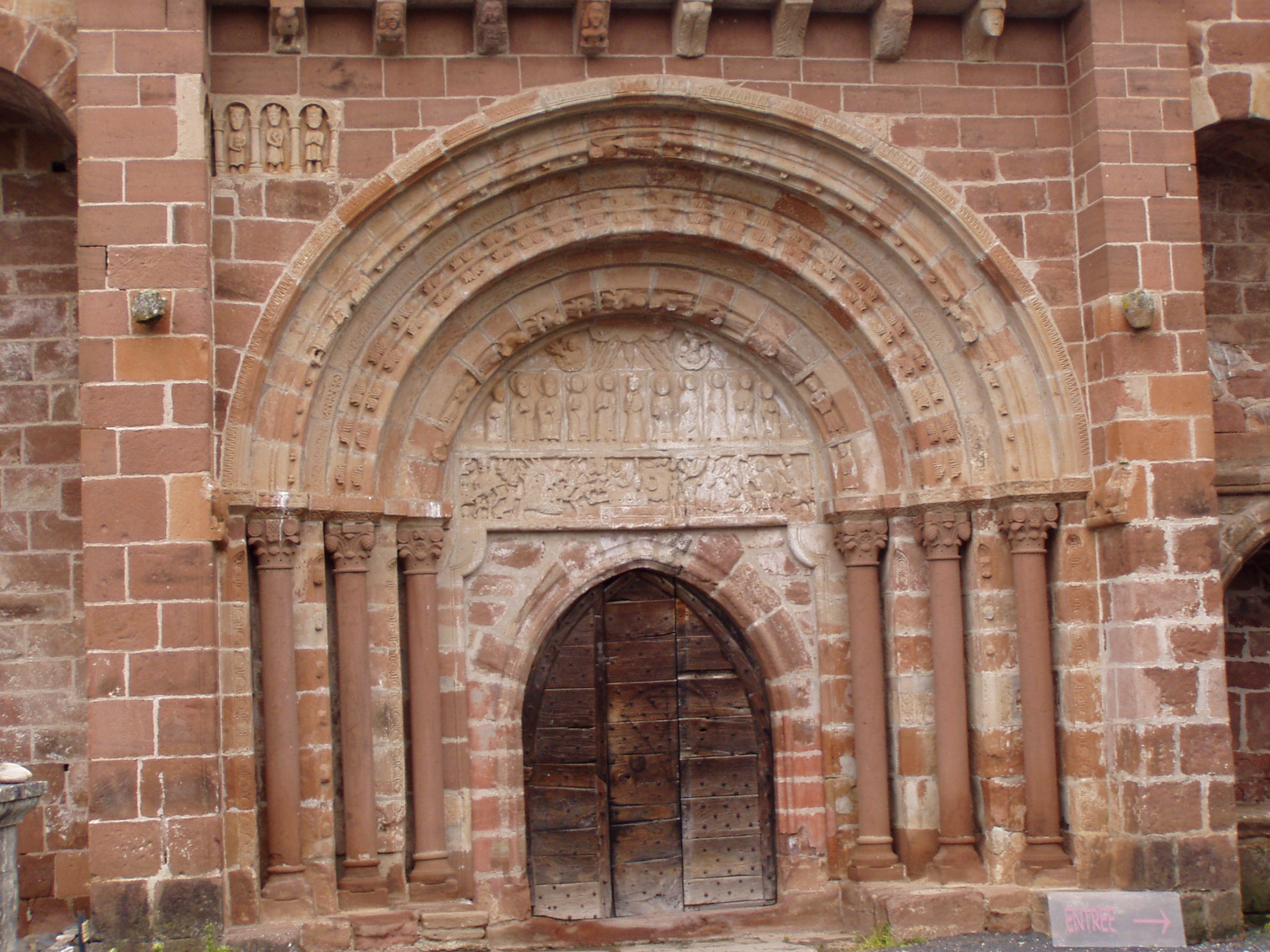
Le portail.
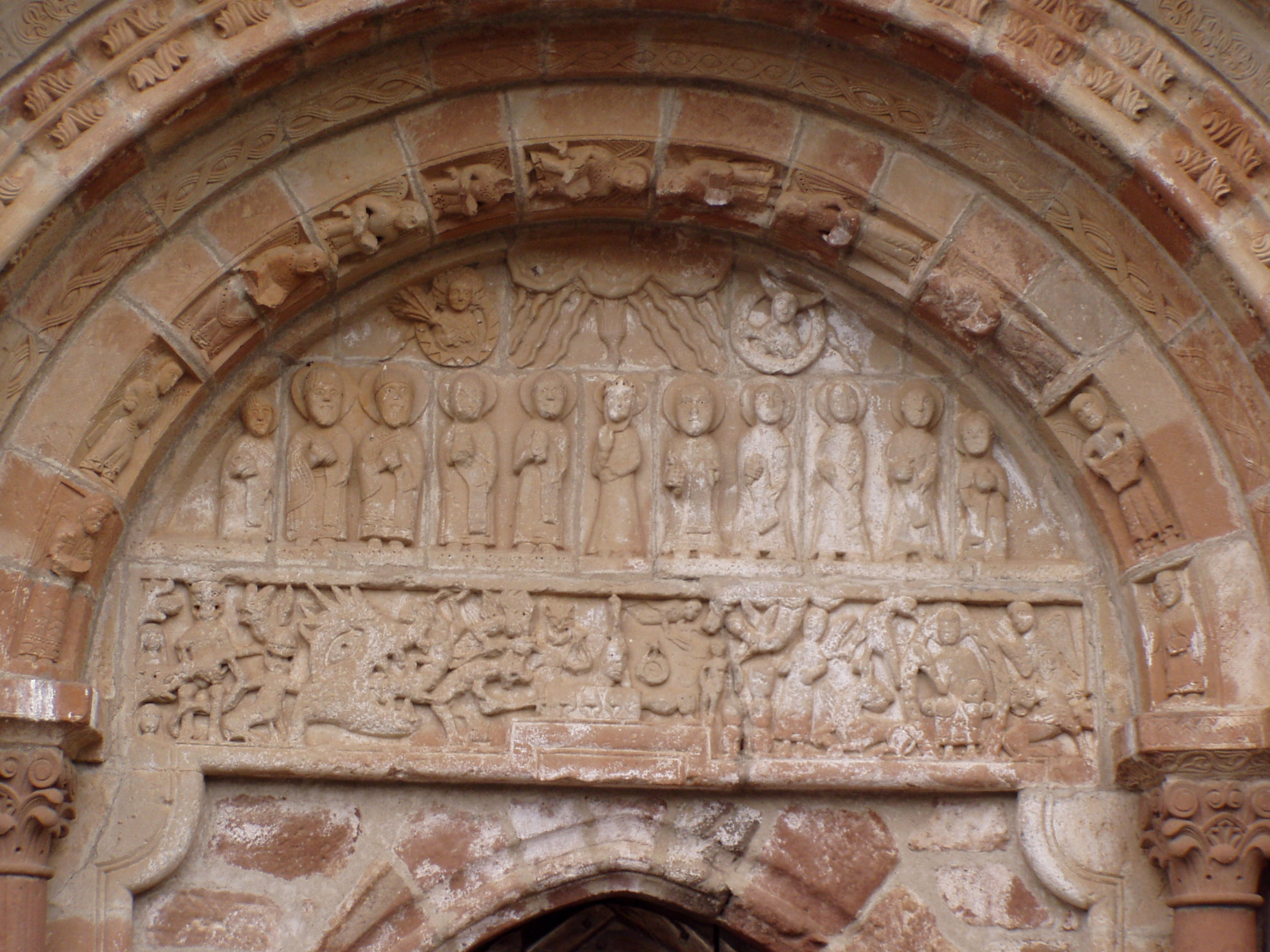
Le tympan du portail.
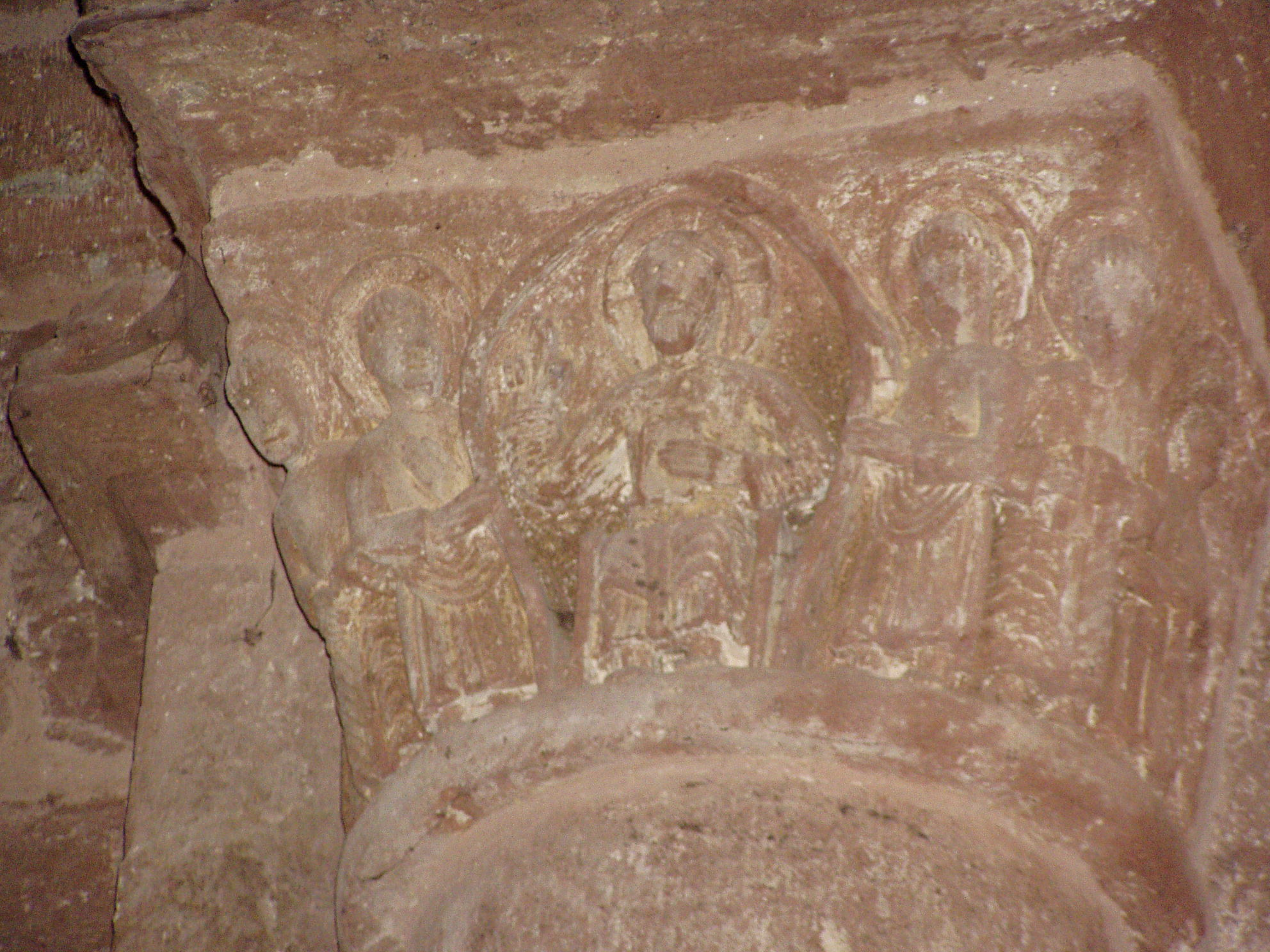
Un chapiteau représentant le Christ en majesté.
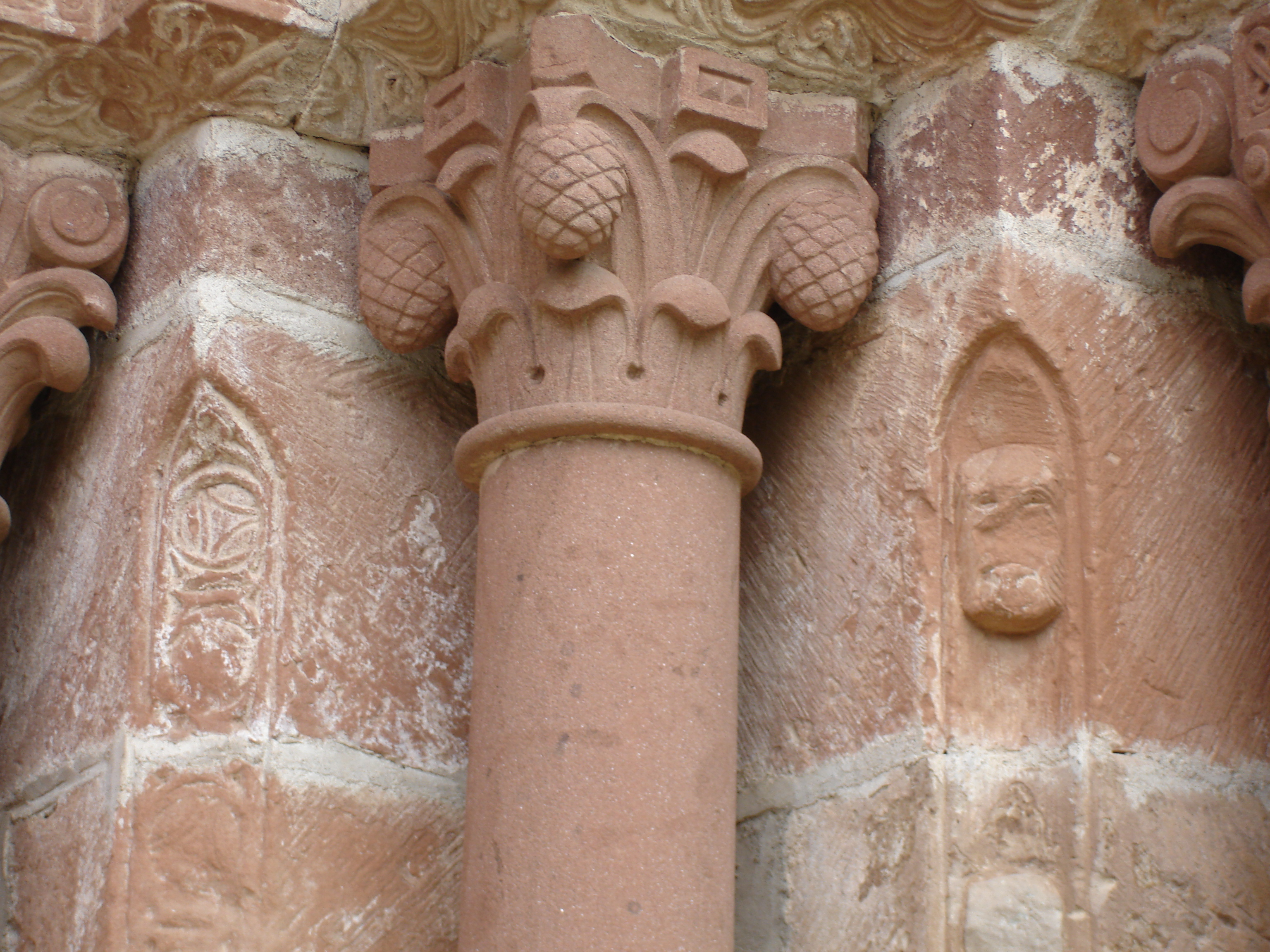
Détail d'un pilier.

#### Chapelle des Pénitents d'Espalion
La chapelle de la confrérie des Pénitents blancs (rue du Plô) est édifiée contre le rempart en 1700 en style baroque à partir des pierres provenant de la démolition d'une tour du Pont-Vieux, à charge pour les bâtisseurs de payer les frais. Vendue comme bien national en 1796, elle est rachetée en 1836. La confrérie des Pénitents blancs étant supprimée en 1927, la chapelle sert de salle paroissiale jusqu'en 1939, puis en 1946, de dépôt de ciment pendant la construction du barrage de Castelnau-Lassouts. En 1955, la chapelle de Perse est restaurée et le mobilier sacré provenant de l'ancienne église Saint-Jean-Baptiste qui y était entreposé depuis la fin du XIXe siècle est transféré à la chapelle des Pénitents. Un petit musée d'art sacré y ouvre en 1958 pour une dizaine d'années. De 1970 à 1975, des expositions y sont organisées par une association, puis la chapelle devient inactive jusqu'à ce qu'une nouvelle association s'occupe à partir de l'an 2000 de restaurer le lieu et son mobilier.
La chapelle abrite un petit musée d'art religieux, fruit des efforts de l'association de sauvegarde décidée à faire vivre cet édifice du patrimoine espalionnais. Un retable en bois sculpté du XVIIIe siècle occupe toute la hauteur et la largeur de la pièce ; son panneau central représente la circoncision de Jésus. Deux autres tableaux, de part et d'autre de l'autel, sont également consacrés à l'Enfant-Jésus avec la Nativité et l'Adoration des mages.
Un gisant de procession représentant le Christ et une croix de procession du XVIIe siècle avec le corps du Christ en papier mâché y sont également exposés.
En mémoire des pénitents morts, nombre des dalles funéraires du sol sont gravées d'initiales, de symboles, de dates ou de représentations d'outils liés au métiers du bâtiment (équerre, compas, marteau) ou de la tannerie (couteau en demi-lune).

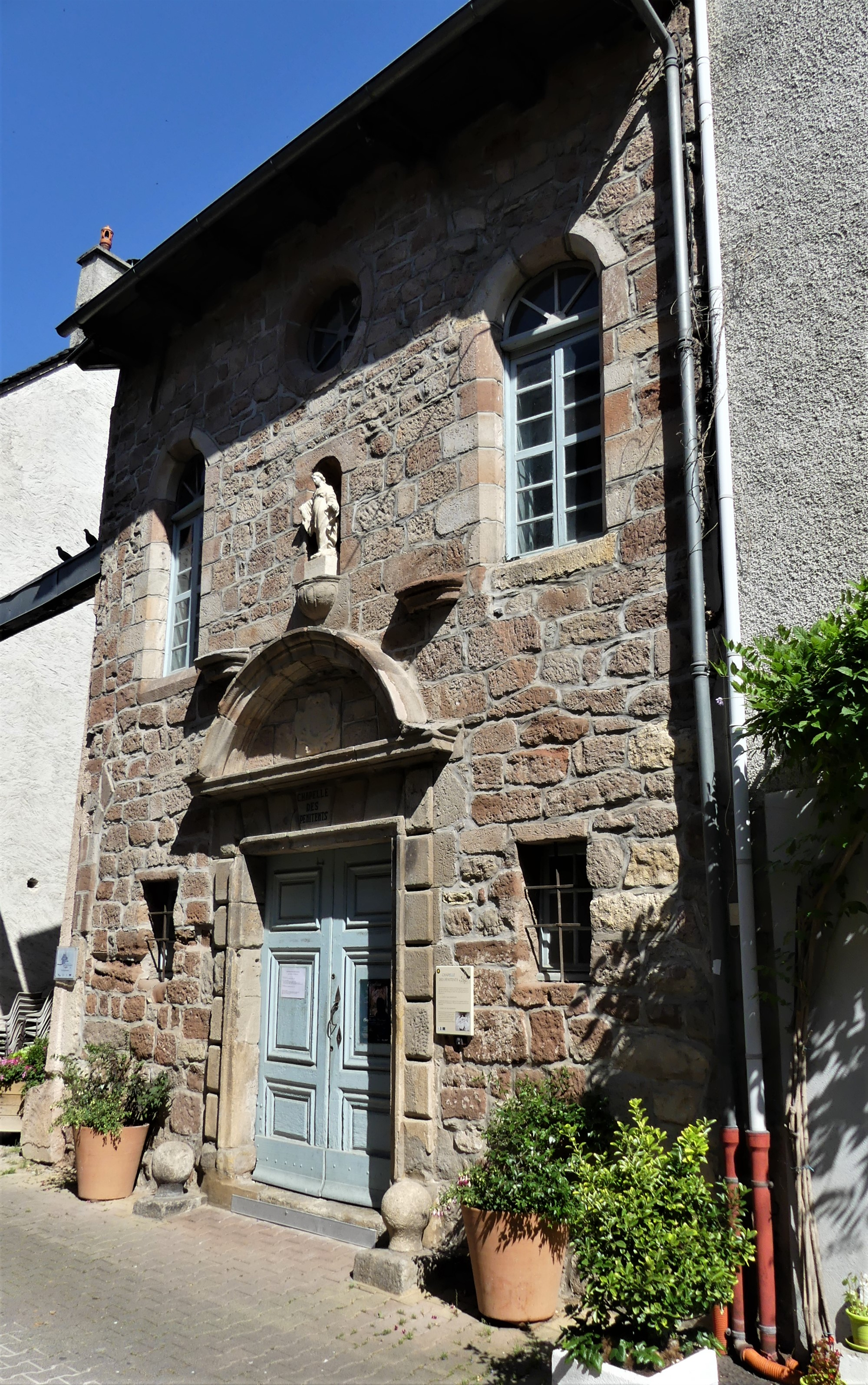
La façade, rue du Plô.
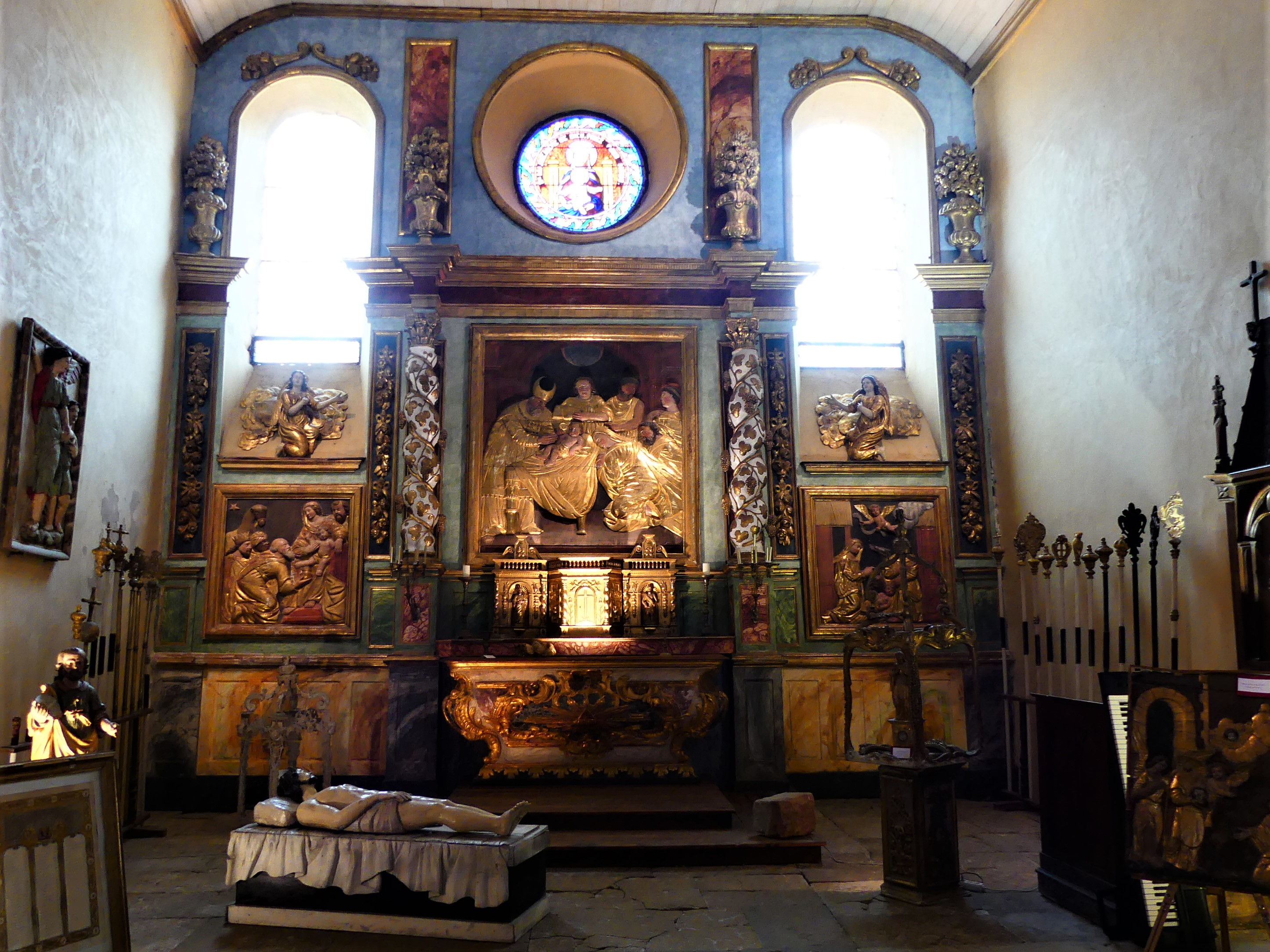
L'intérieur et le retable du XVIIIe siècle.
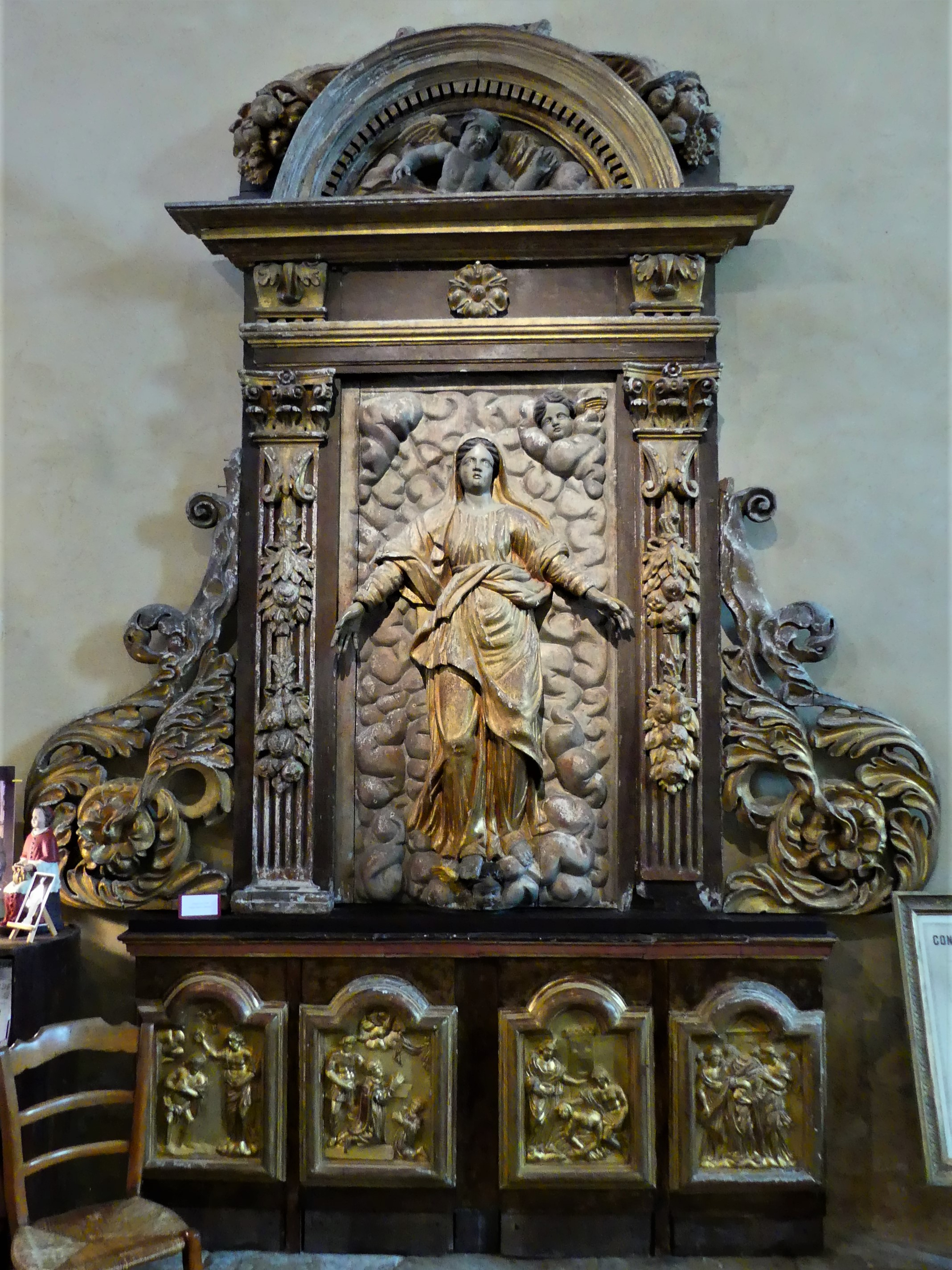
Retable du XVIIe siècle représentant l'Assomption de Marie.
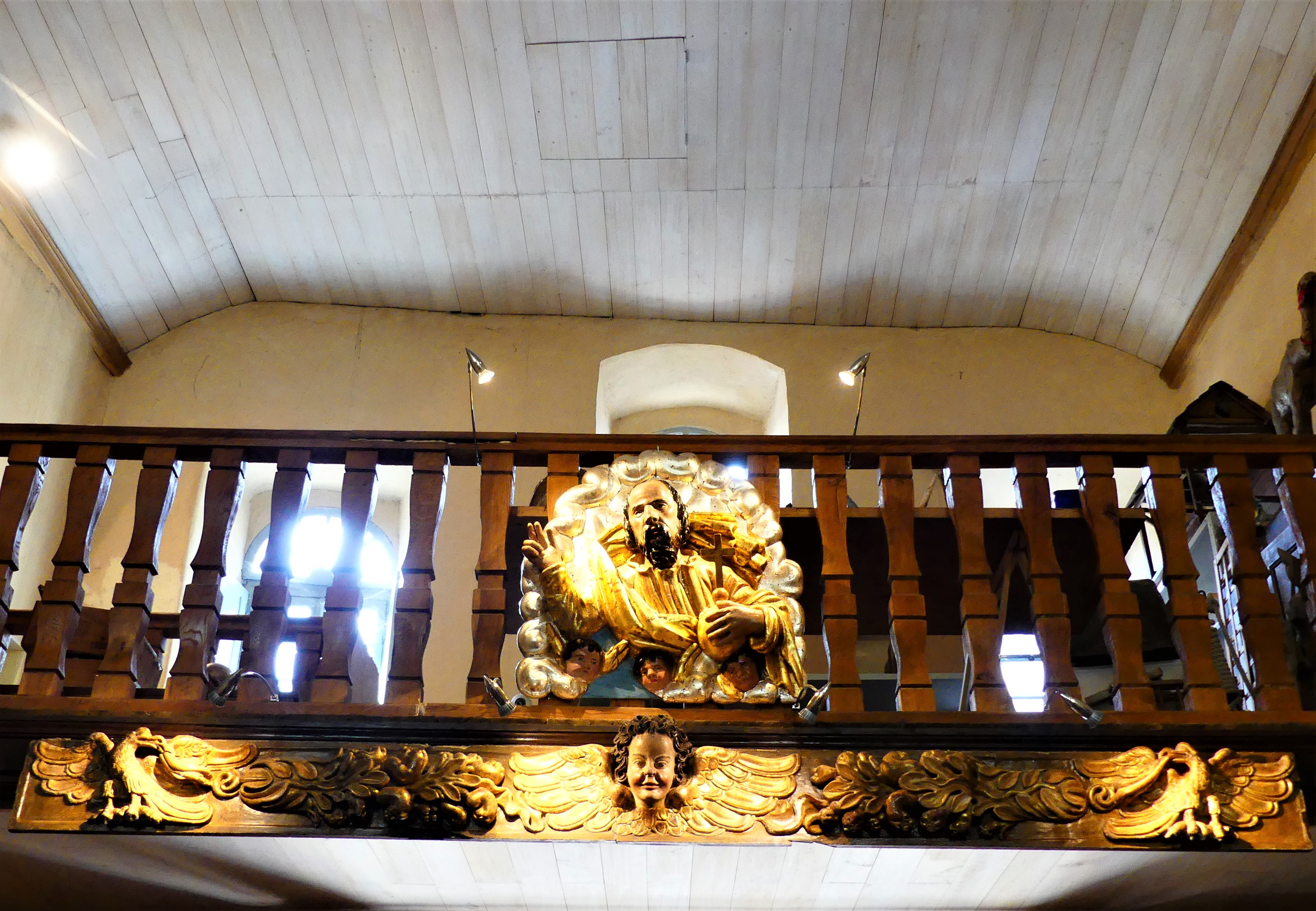
La tribune.
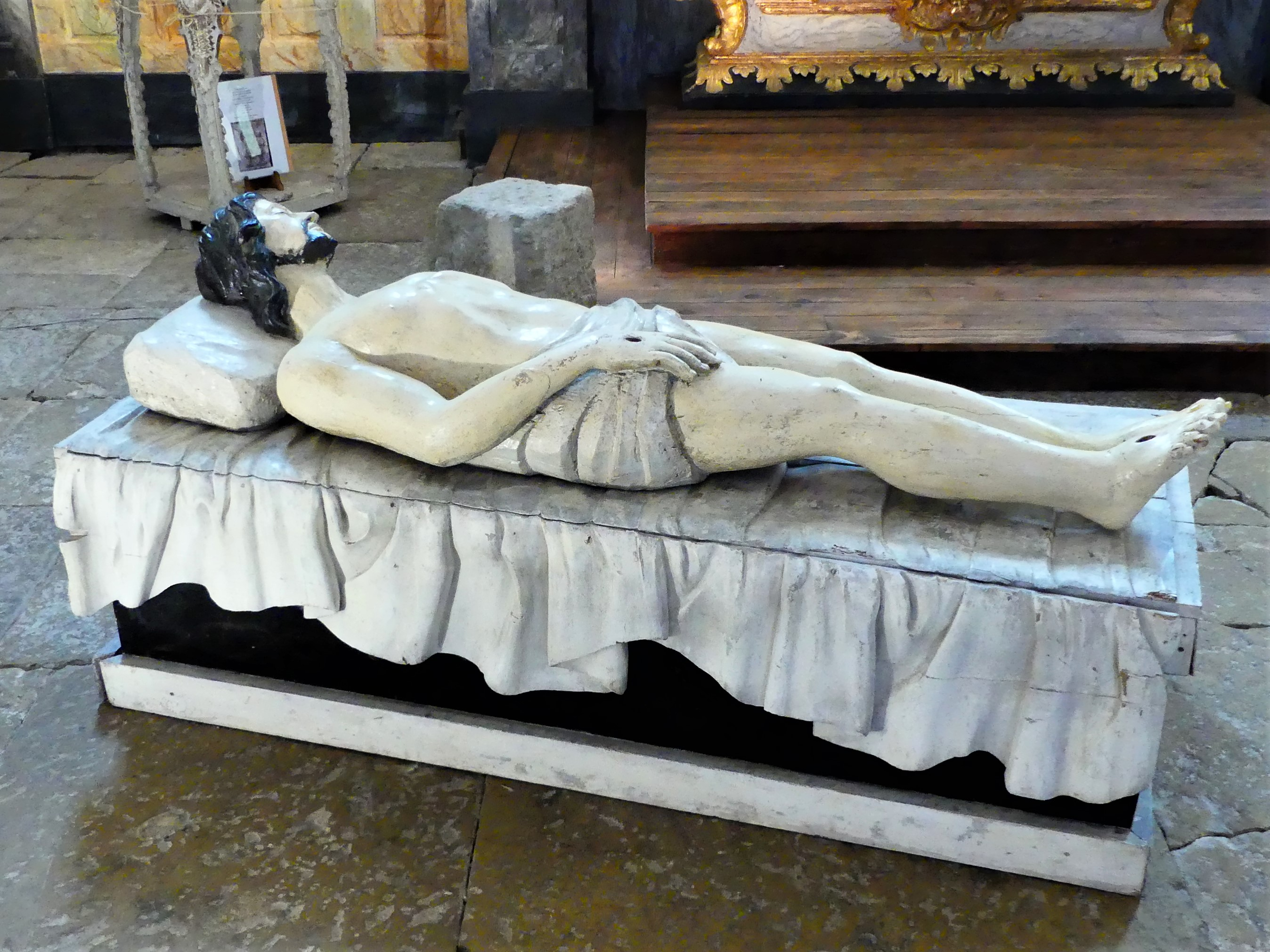
Le gisant de procession.
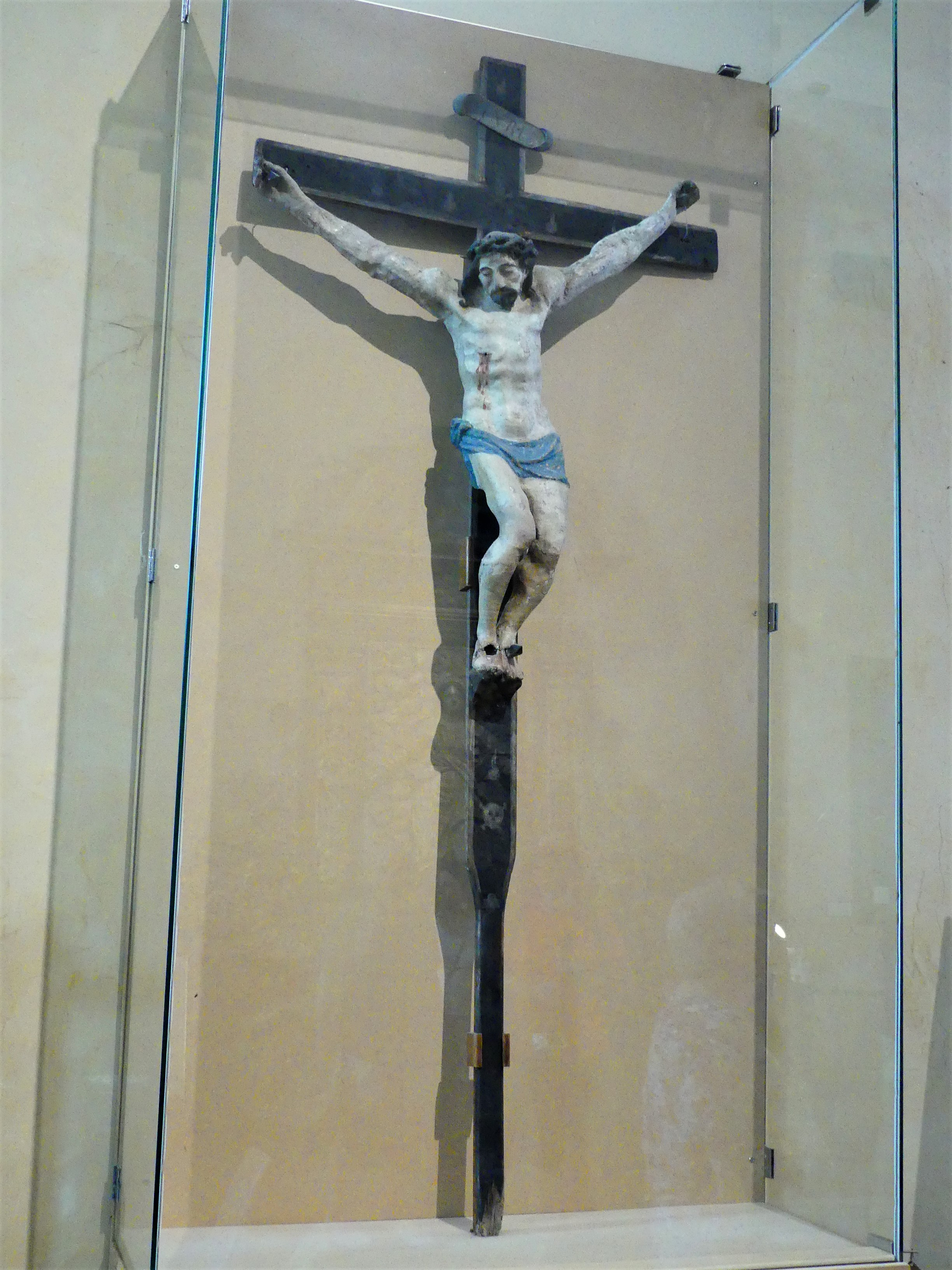
La croix de procession.
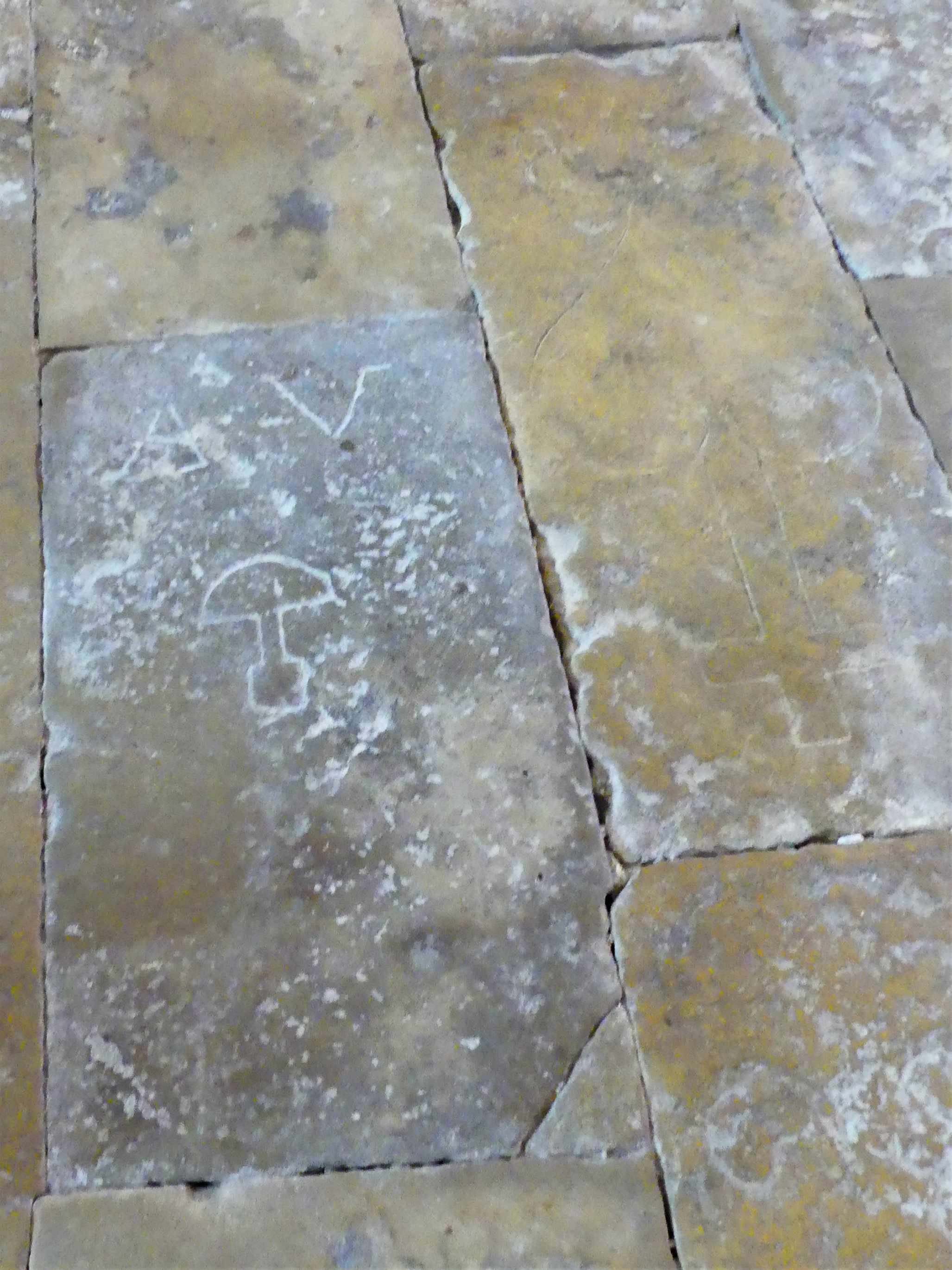
Une dalle funéraire avec représentation d'un couteau en demi-lune.

#### Ancienne église Saint-Jean-Baptiste d'Espalion
Construite à partir de 1472, l'ancienne église Saint-Jean-Baptiste devient l'église paroissiale d'Espalion, en lieu et place de l'église Saint-Hilarian de Perse. En 1883, elle est remplacée par l'actuelle église paroissiale située presque en face et le vocable de saint Jean-Baptiste est transféré au nouvel édifice. Son mobilier sacré est transféré à la chapelle de Perse jusqu'à la restauration de cette dernière en 1955, puis de nouveau déplacé dans la chapelle des Pénitents, où il est présenté dans un musée d'art sacré à partir de 1958 pendant une dizaine d'années.
En 1897, après dix ans de travaux, l'ancienne église Saint-Jean-Baptiste devient alors le siège de l'hôtel de ville jusqu'en 1948, après modification de la façade côté boulevard qui reçoit deux tours et un escalier monumental surmonté d'une loggia. Après le départ des services de la mairie, le bâtiment a connu diverses affectations (salles de classe, bains publics, entrepôt municipal) jusqu'en 1974 où l'édifice réhabilité voit l'installation en son sein du musée des Arts et Traditions populaires Joseph-Vaylet puis, quelques années après, du musée du Scaphandre.

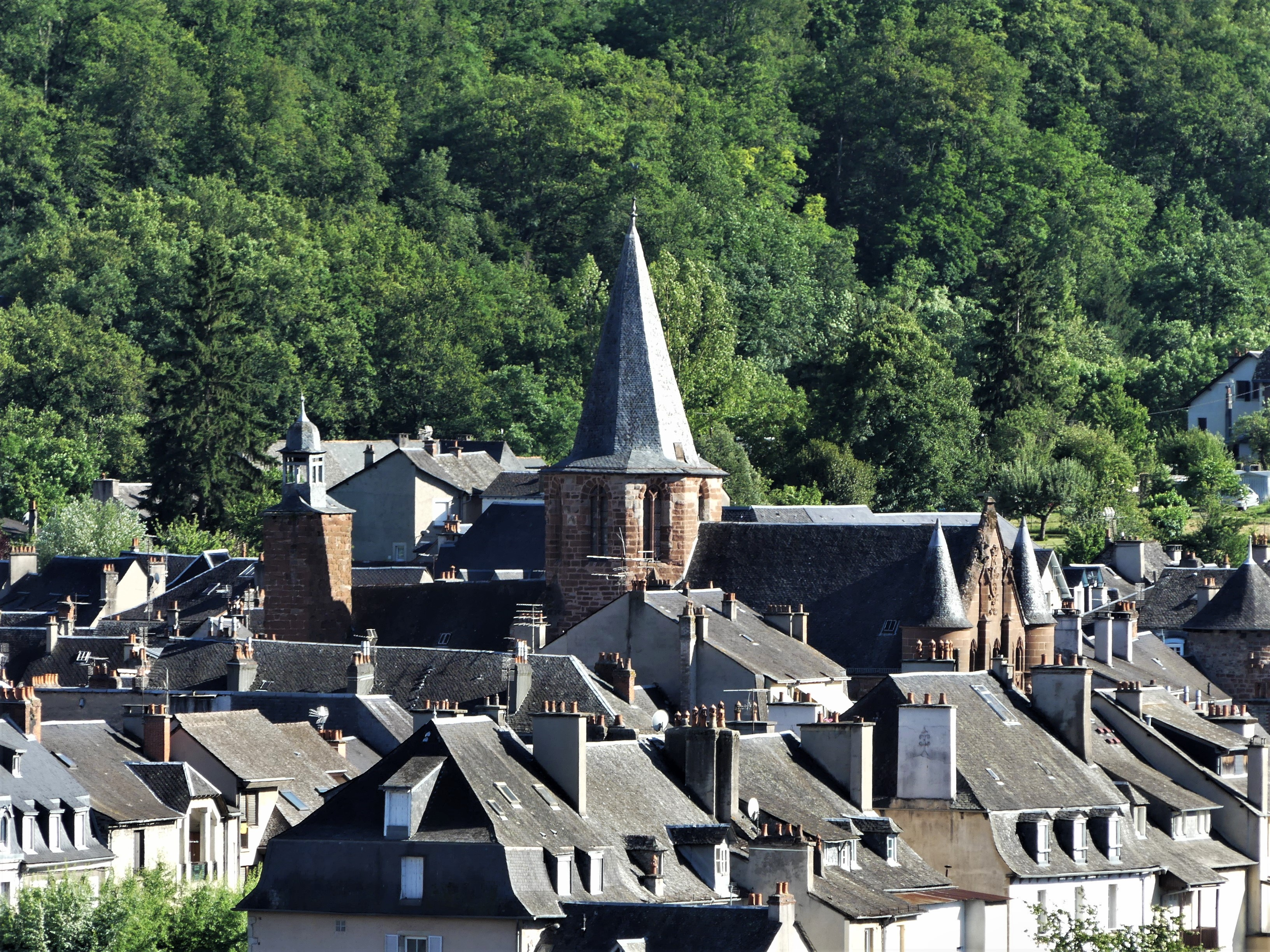
Vue aérienne.
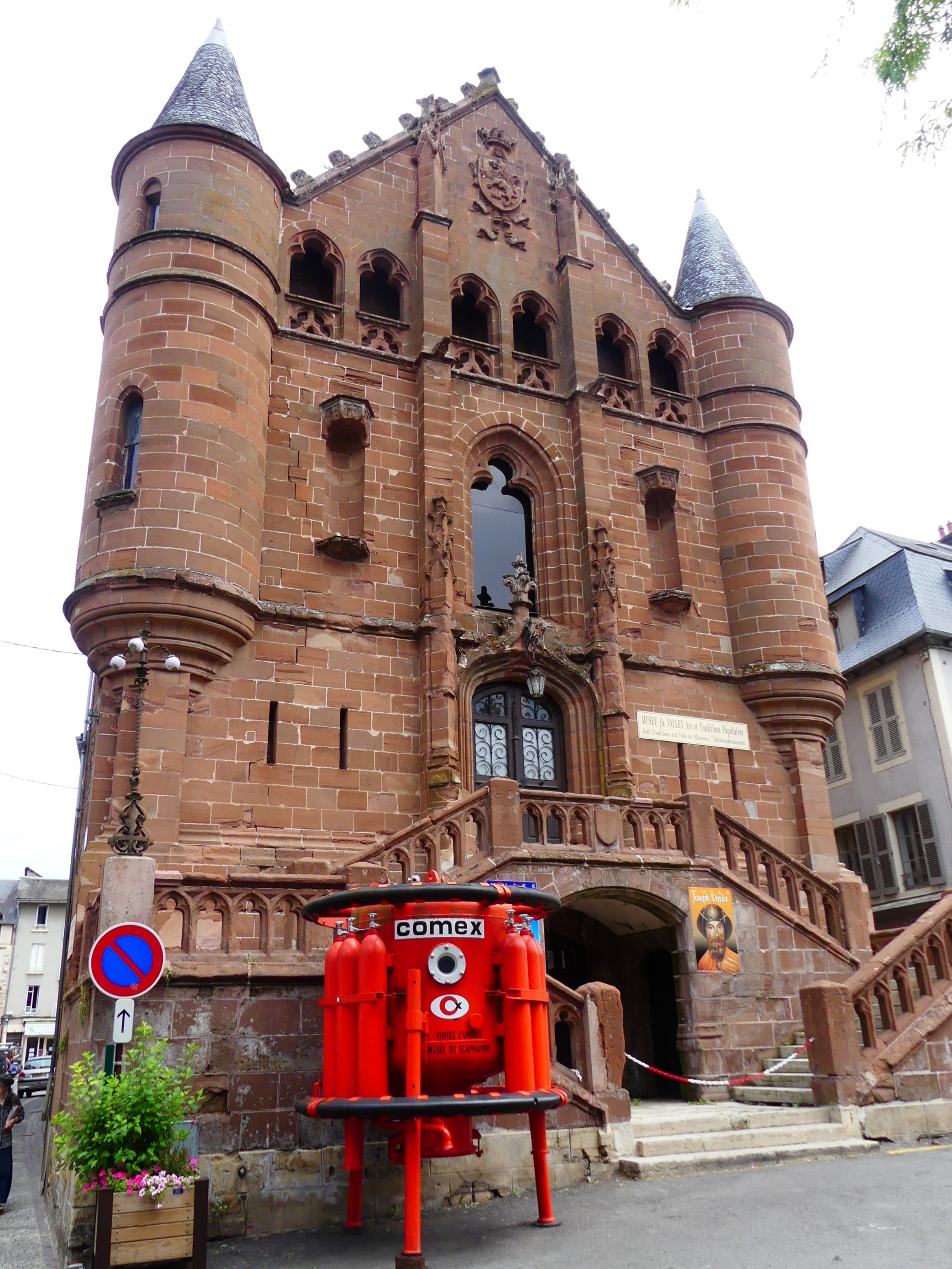
La façade nord-ouest.
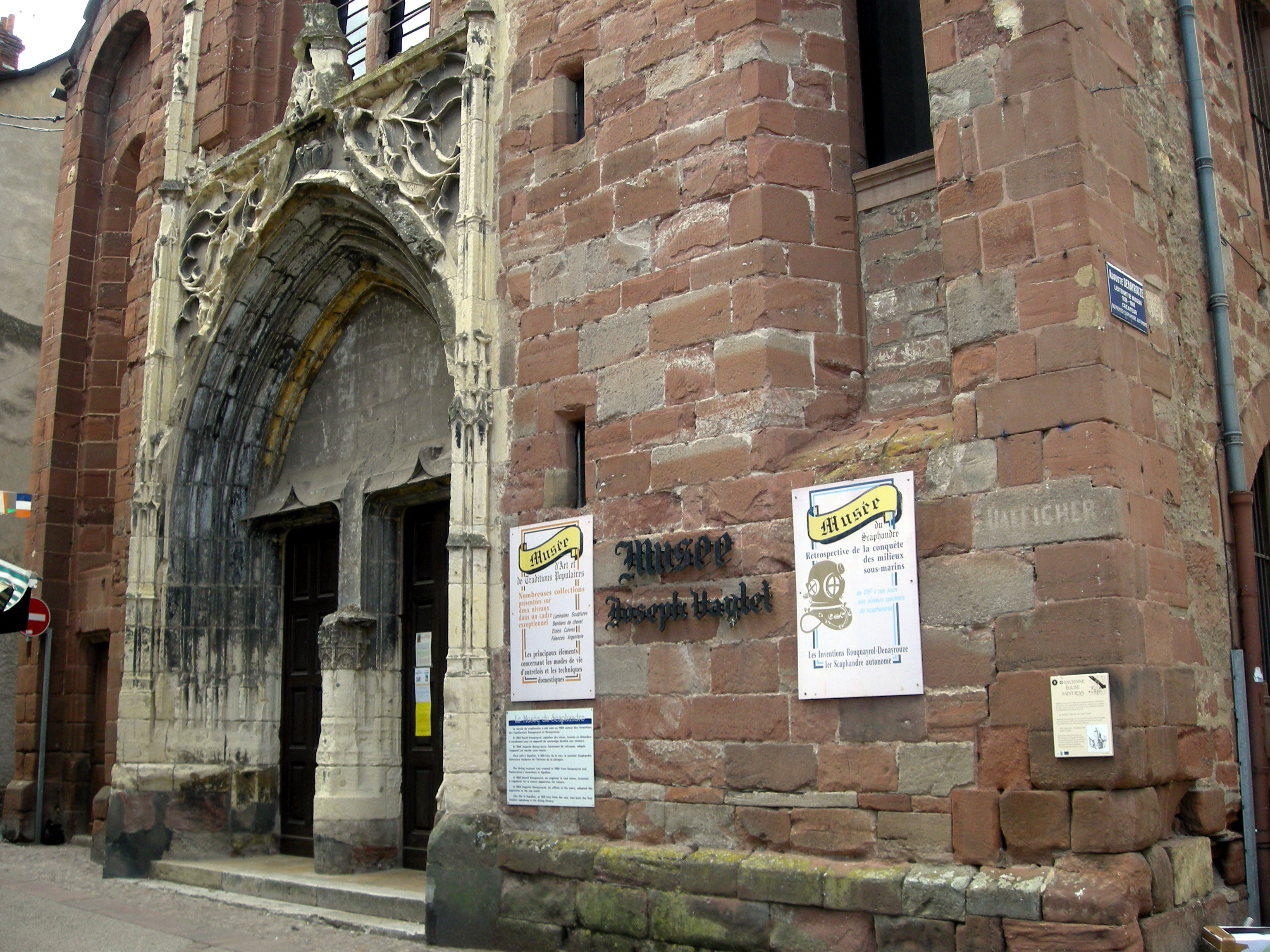
Le portail sud-est.
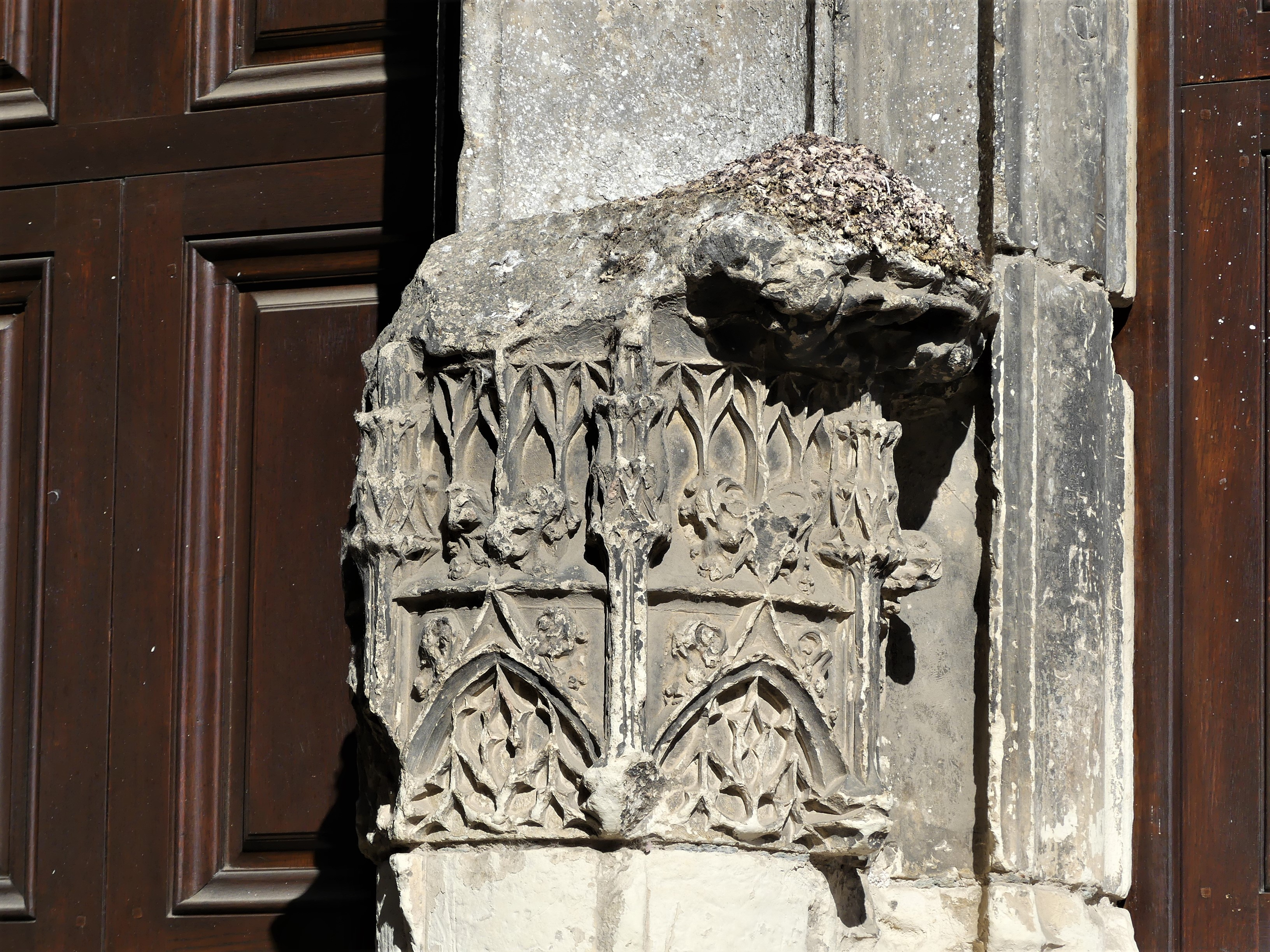
Chapiteau du portail.
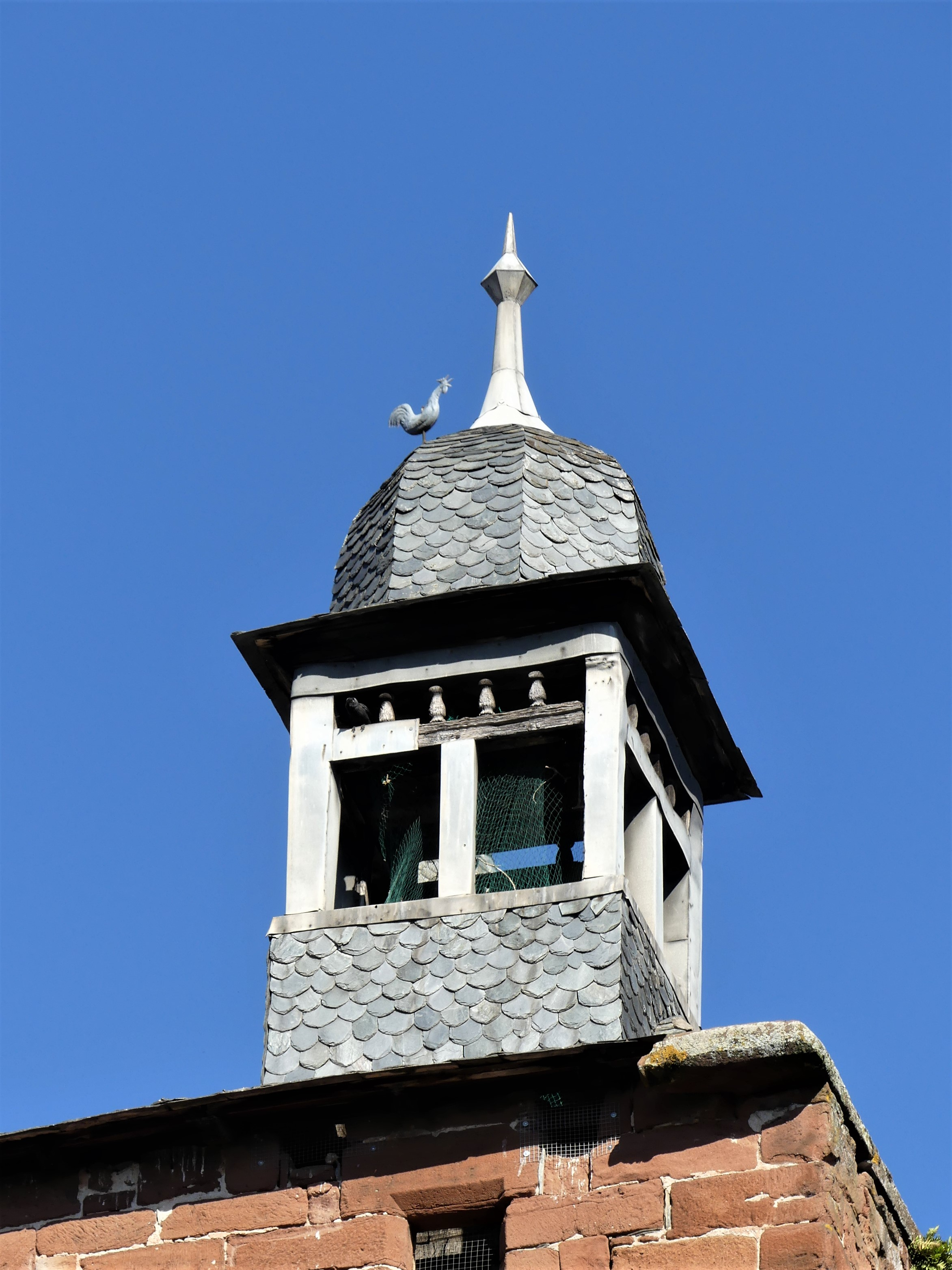
Le beffroi.

#### Église paroissiale Saint-Jean-Baptisted'Espalion
À la fin du XIXe siècle, l'église étant devenue trop petite, un nouvel édifice est mis en chantier par le chanoine Louis Brévier, curé de la paroisse de 1872 à 1890. Commencée en 1879, la nouvelle église est consacrée le 3 octobre 1883 et reste sous le vocable de saint Jean-Baptiste, l'ancienne église étant désaffectée. Elle est l'œuvre de l'architecte ruthénois Grinda. Située sur le boulevard Joseph-Poulenc, cette église néo-gothique construite en grès rouge, est dotée de deux tours hautes de 45 m surmontées des statues en bronze de la Vierge et de saint Joseph, significatives de la piété mariale du Rouergue au XIXe siècle. Elle est précédée d'une cour fermée par une clôture de grès. Le portail central s'orne dans son tympan des statues du Bon Pasteur, de saint Jean-Baptiste et du patron de la cité, saint Hilarian.
À l'intérieur, le chœur contient un maître-autel et un retable monumental en marbre du Poitou, matériau également utilisée pour la chaire. Dans une des chapelles, un haut-relief en bronze de l'artiste aveyronnais Denys Puech (1854-1942) représente le martyre par décapitation de saint Hilarian.

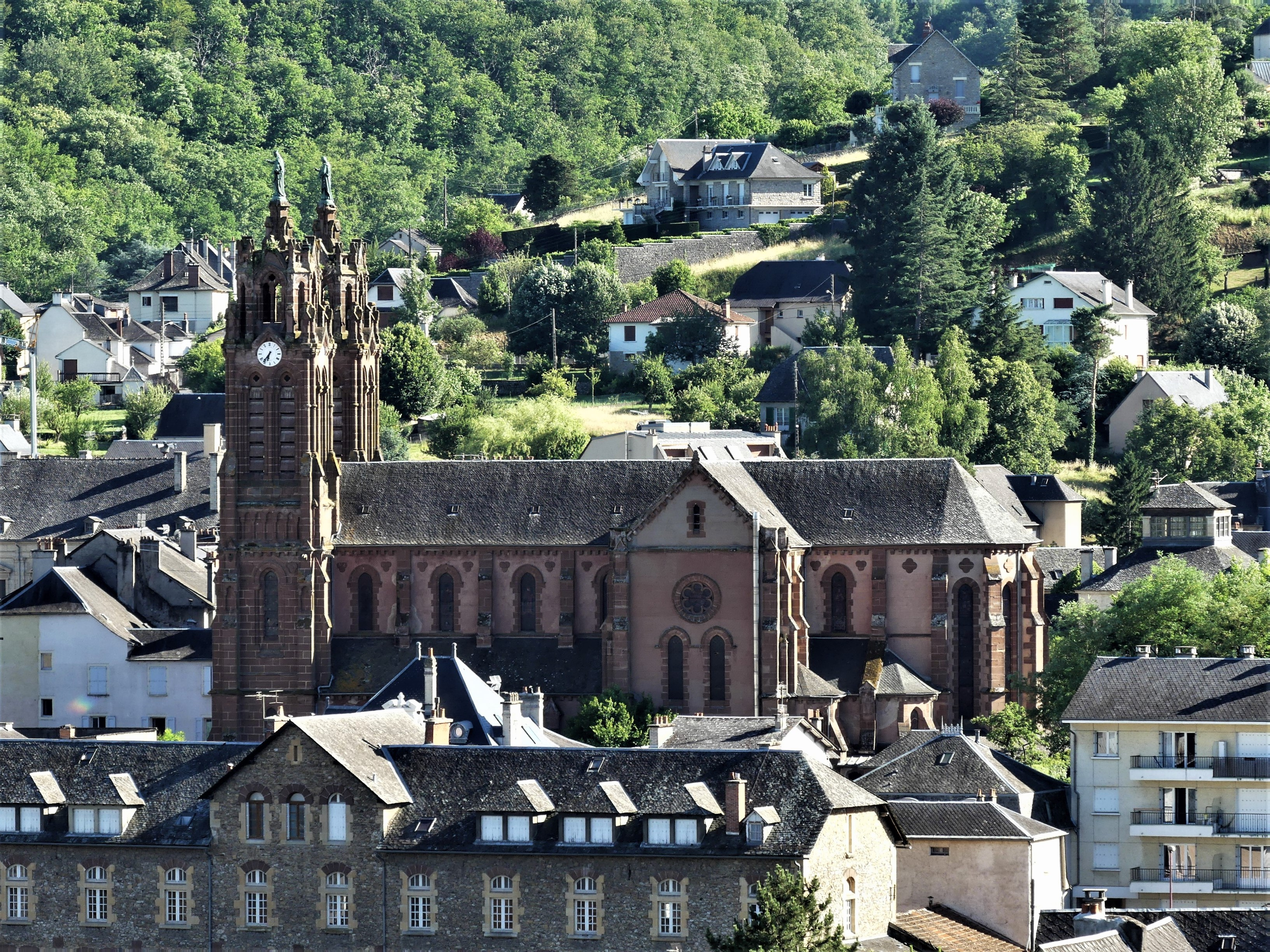
Vue aérienne.
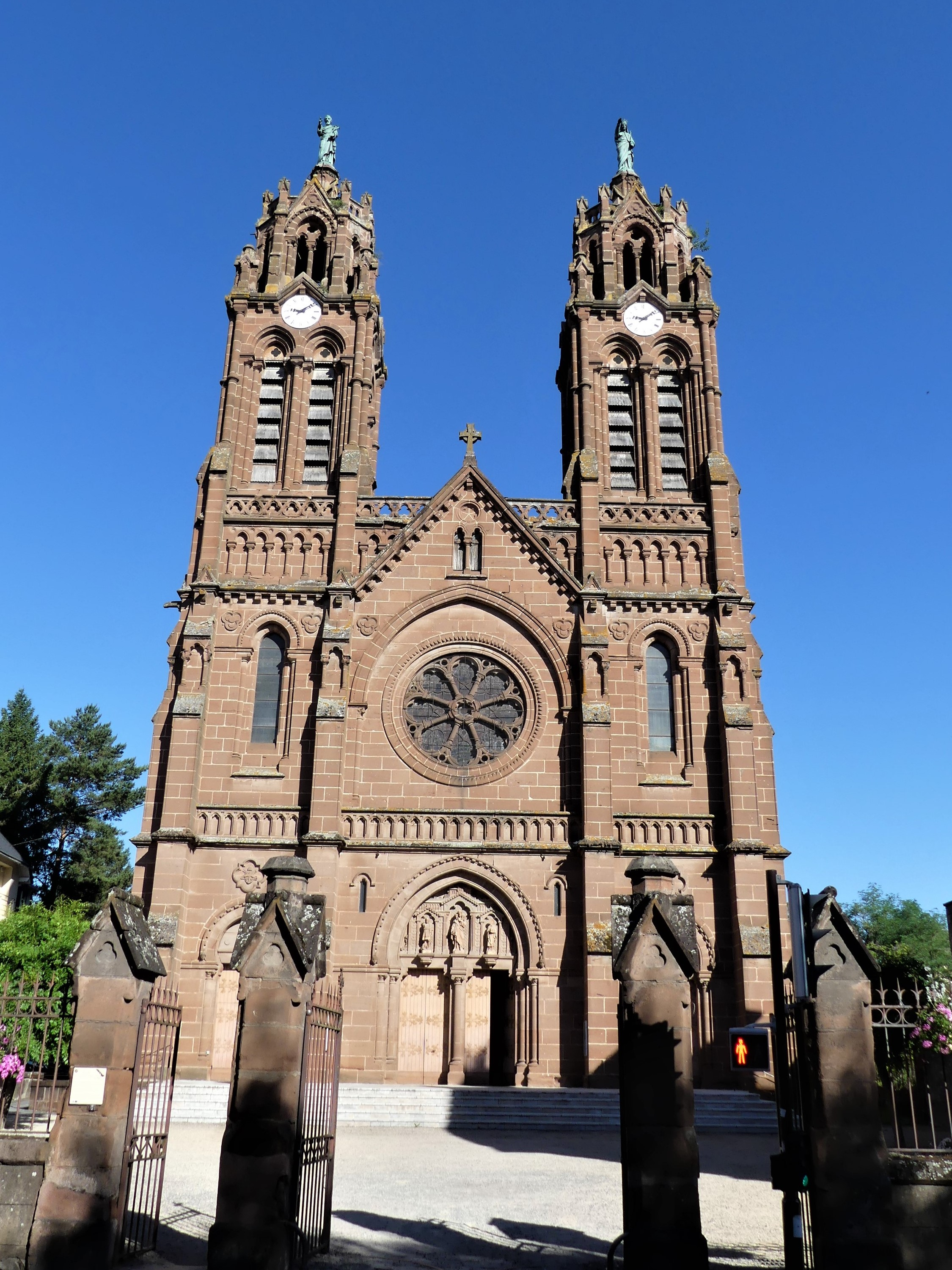
Vue depuis le sud-est.
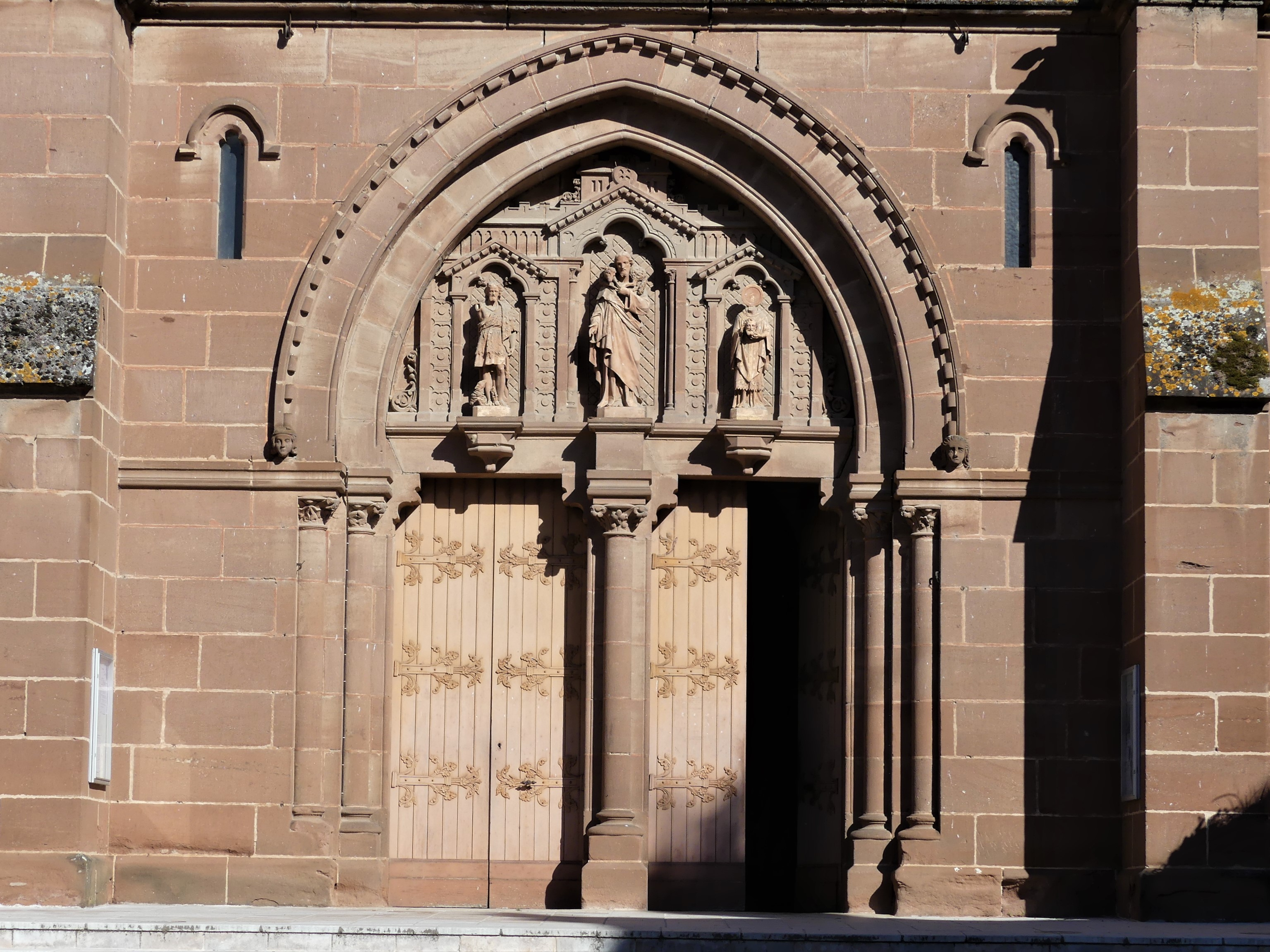
Le portail principal.
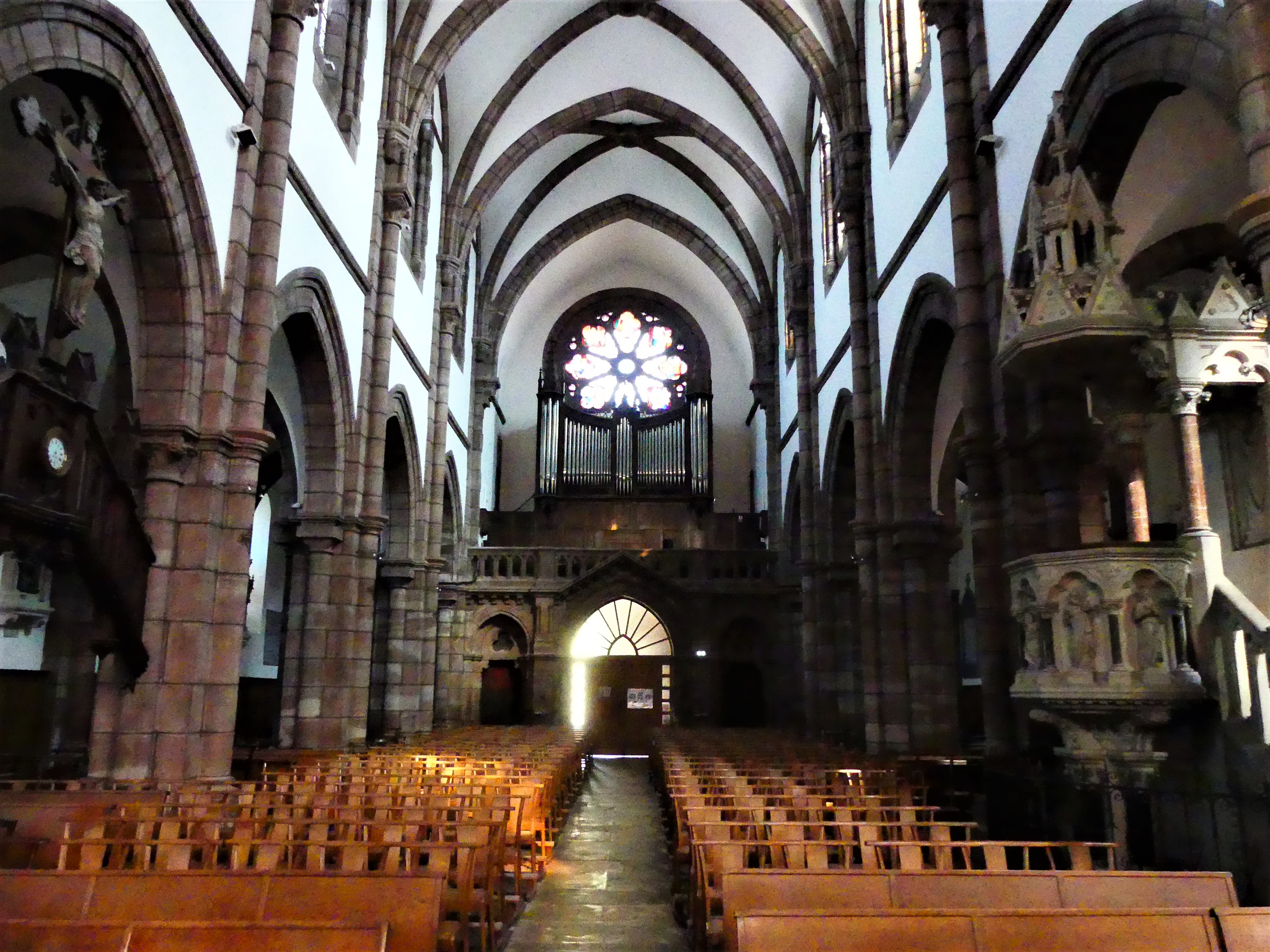
La nef.
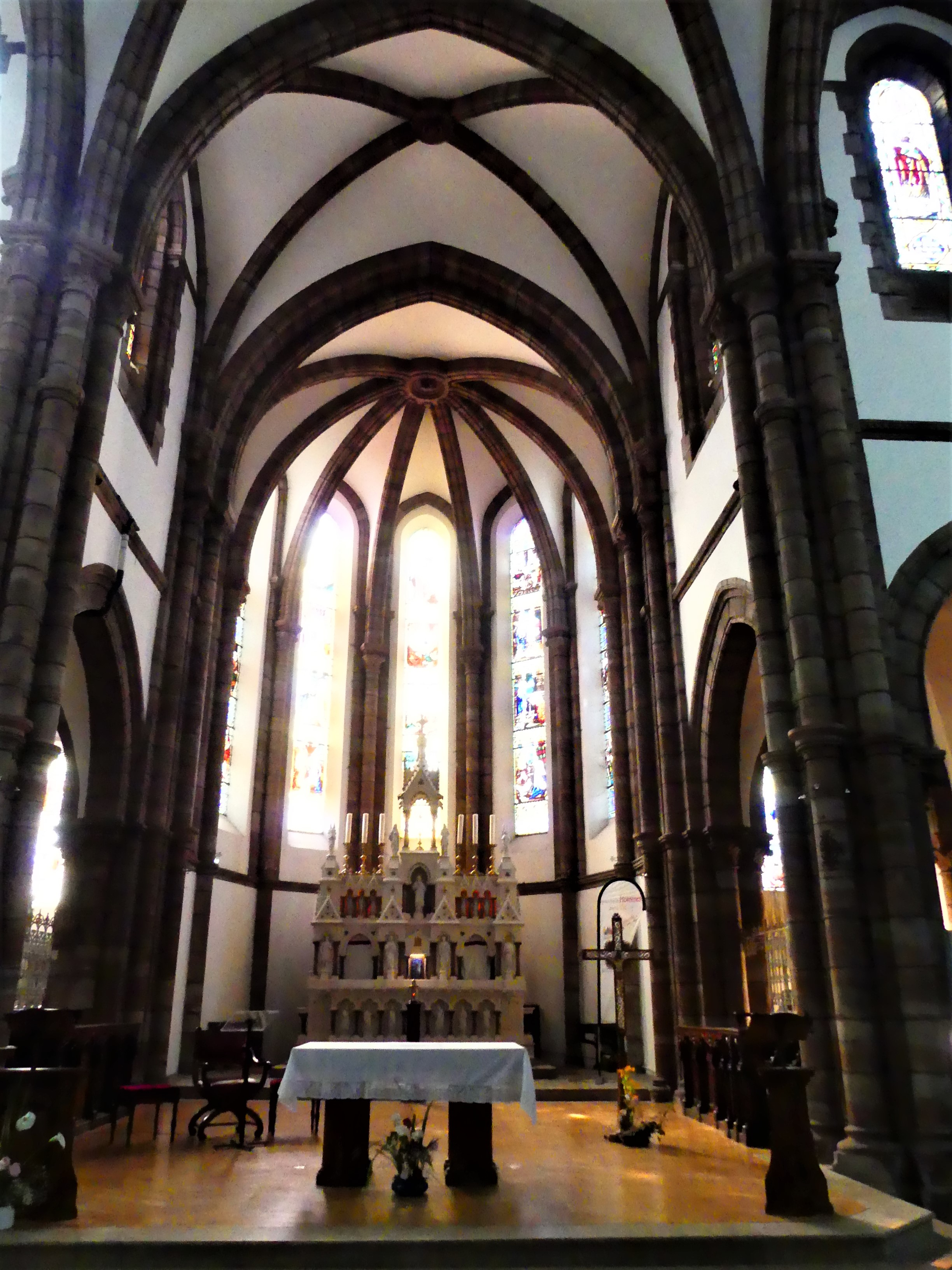
Le chœur.
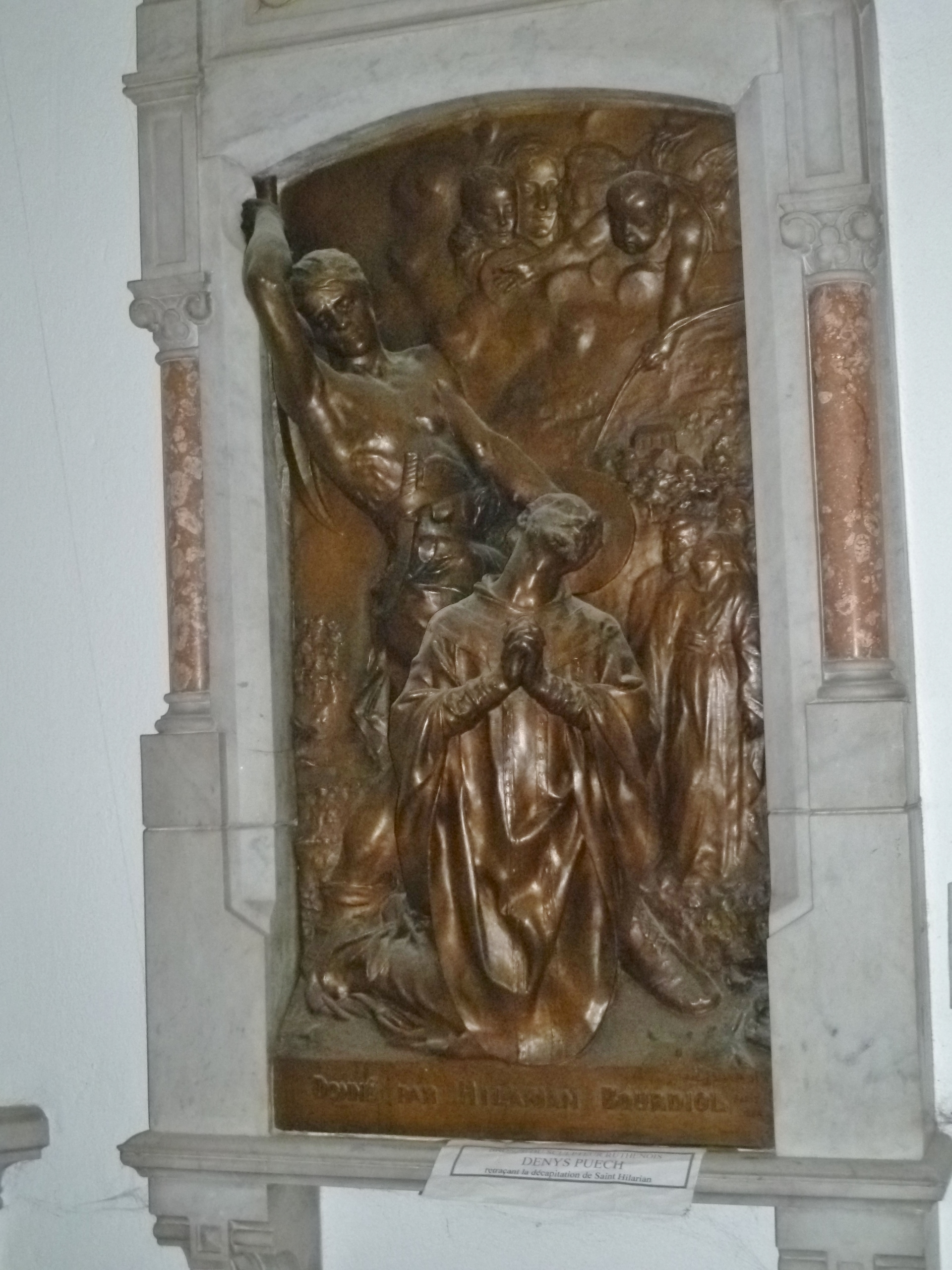
La décollation de saint Hilarian, œuvre de Denys Puech.

#### Église Saint-Michel de Calmont d'Olt
L'église Saint-Michel de Calmont d'Olt située en contrebas du château de Calmont d'Olt a été bâtie en 1779-1780 pour remplacer l'ancienne chapelle castrale qui était en si mauvais état qu'elle fut interdite d'accès en 1777. De dimensions modestes (16,50 × 8 mètres), l'église Saint-Michel a été délaissée pendant une grande partie du XXe siècle, et a ensuite fait l'objet d'une restauration qui a permis de révéler des dalles funéraires datant des années 1660 ainsi que des fresques du XVIIIe siècle.

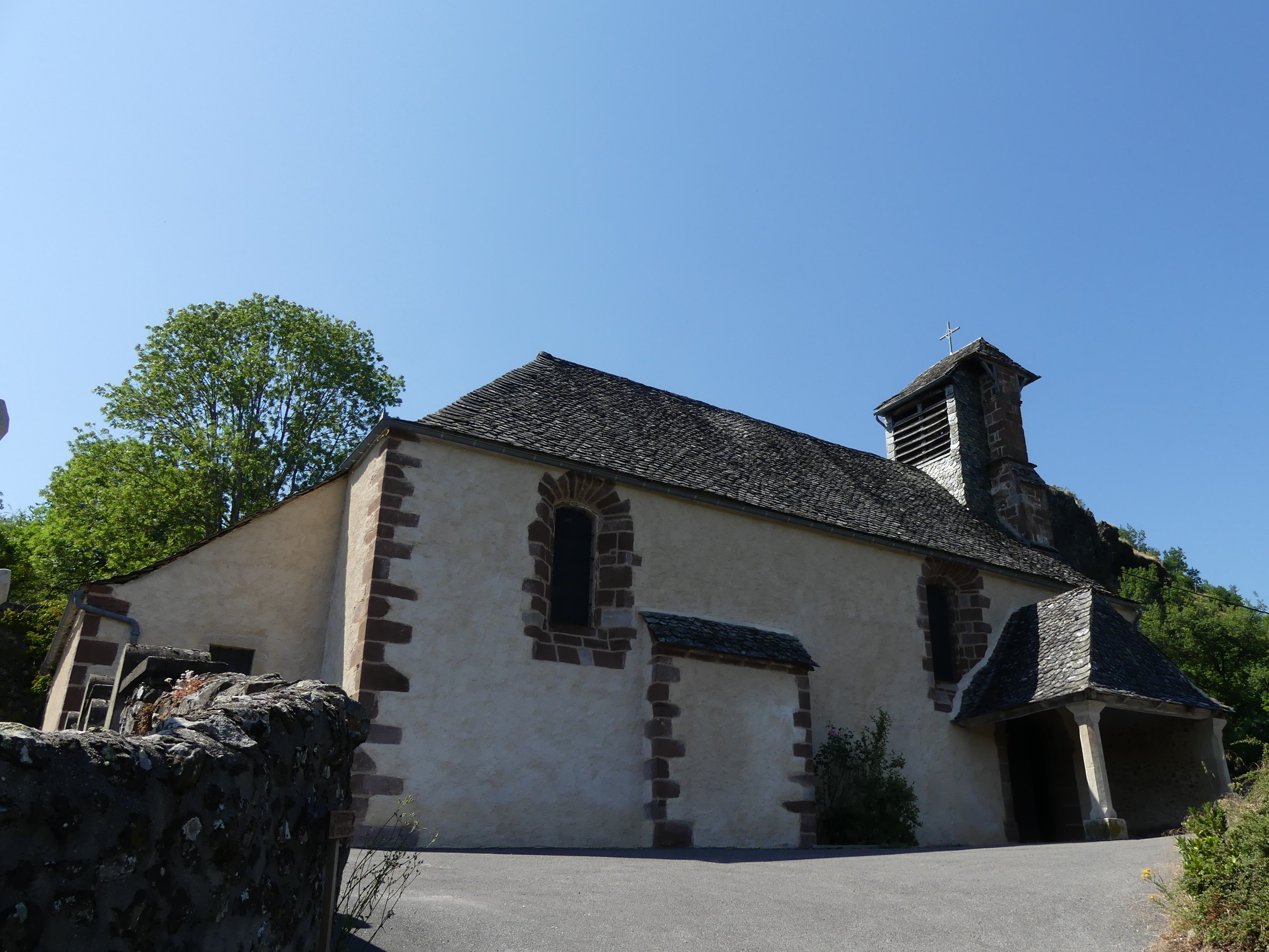
L'église Saint-Michel.
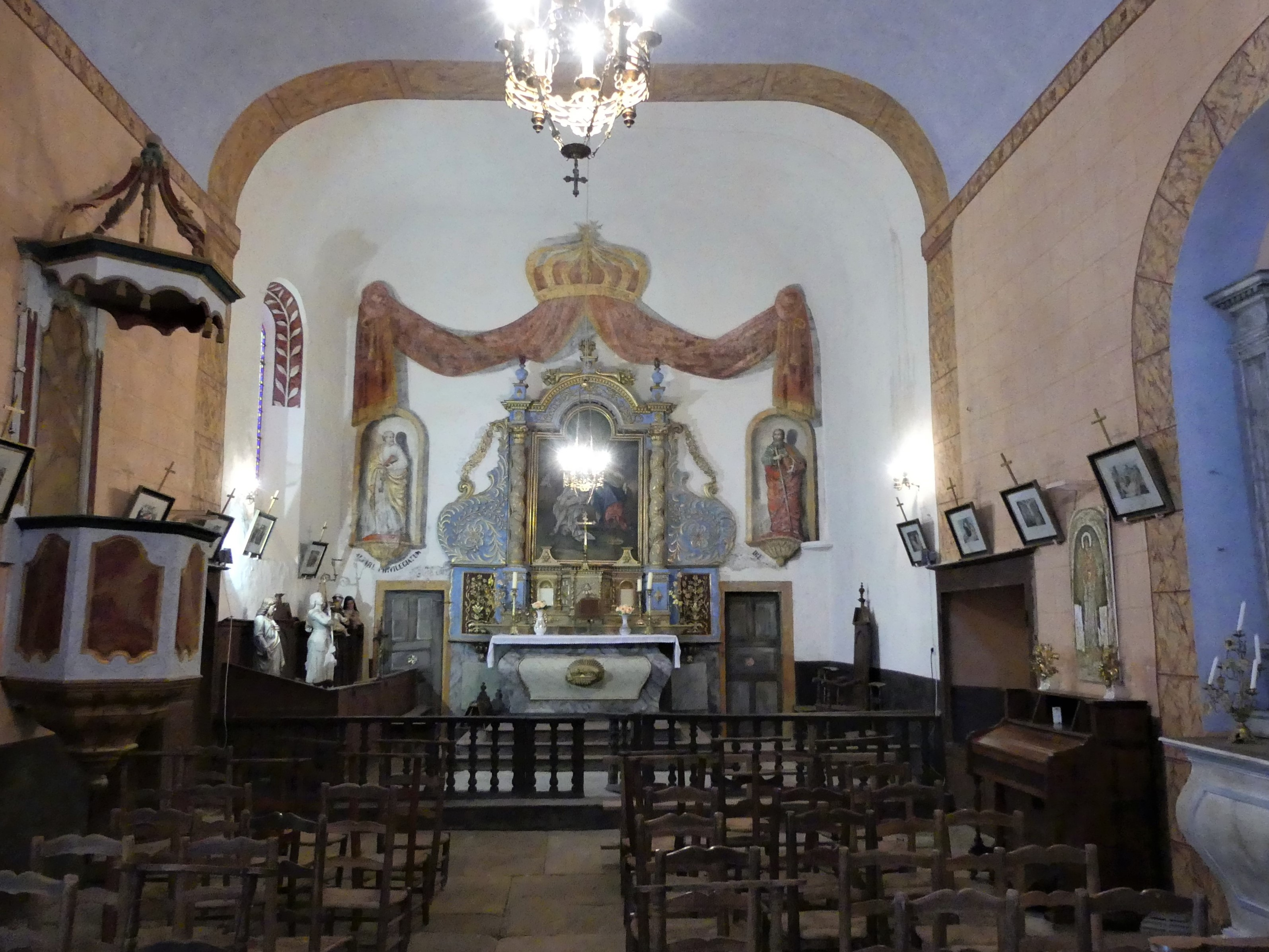
La nef et le chœur.
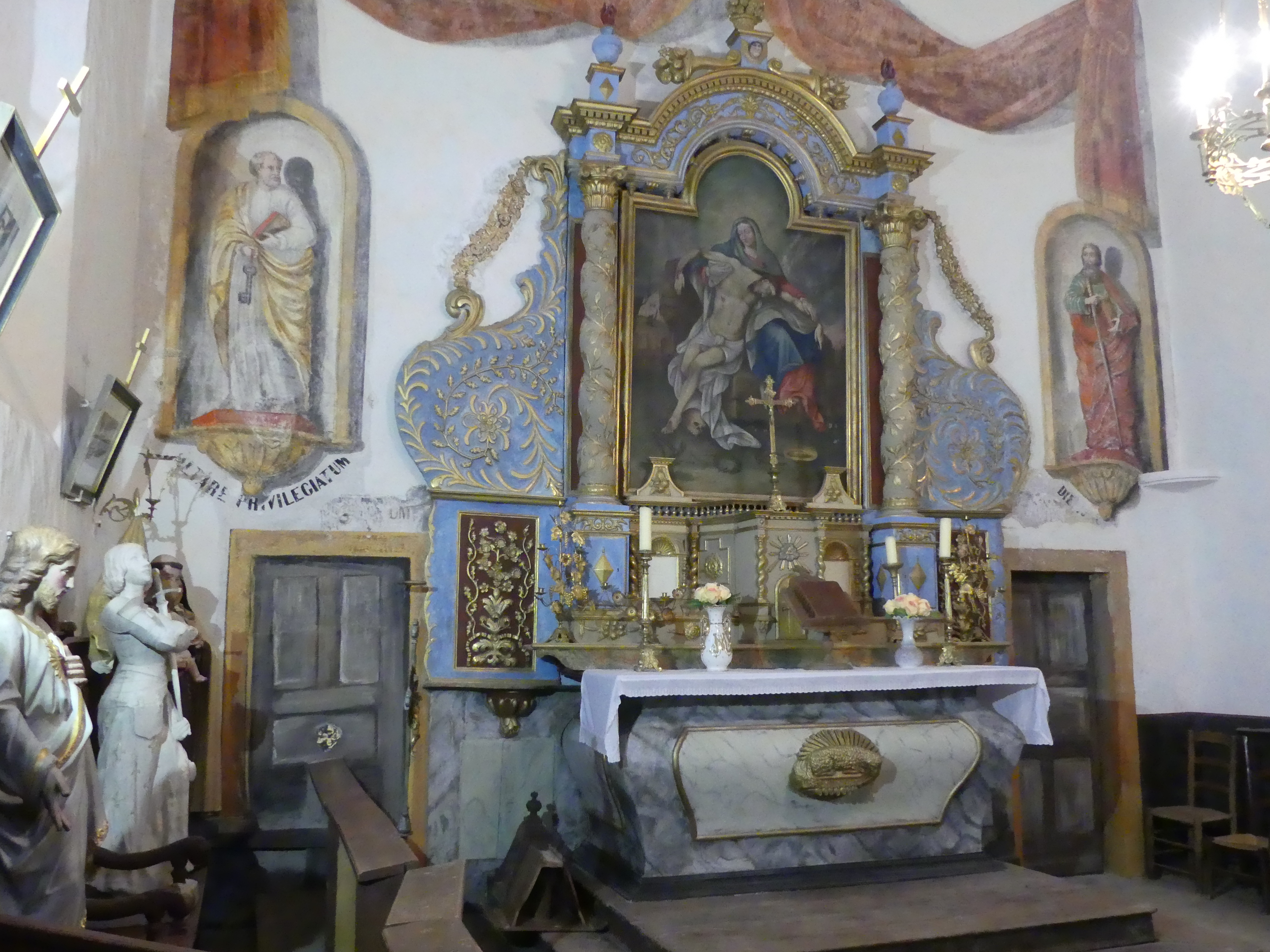
Le maître-autel et les fresques en trompe-l'œil autour du retable.
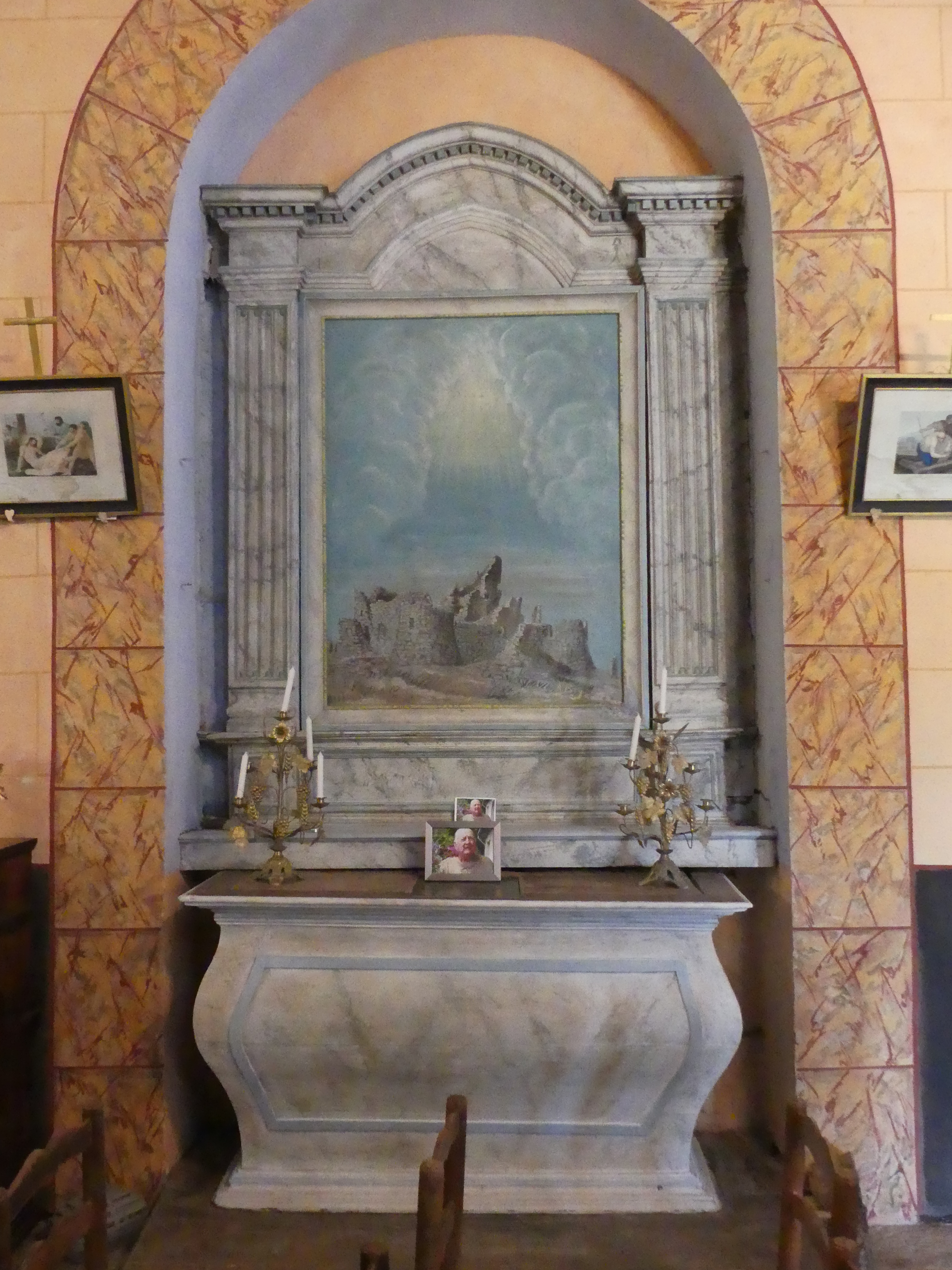
Retable dont le tableau représente les ruines du château de Calmont d'Olt.
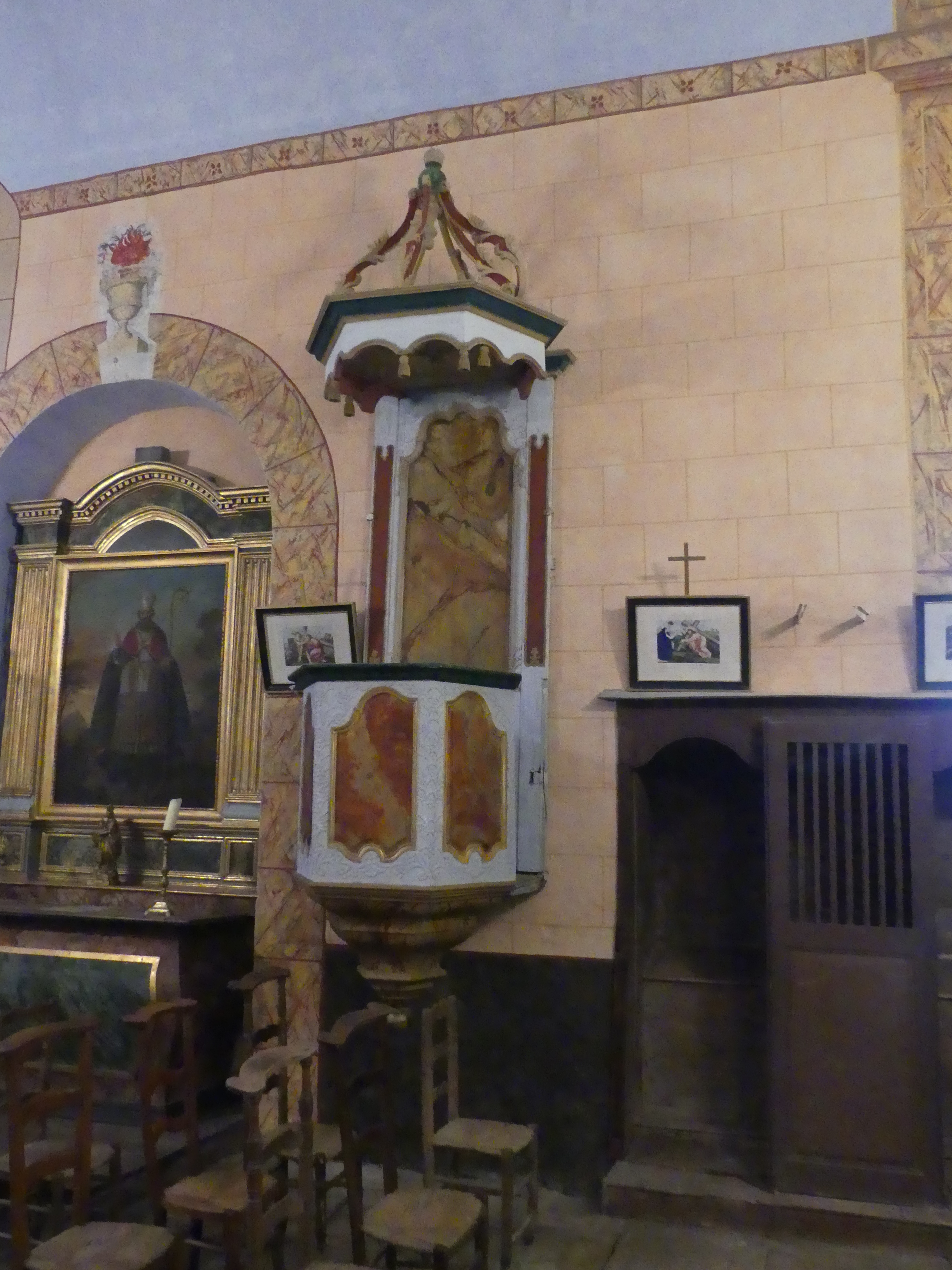
La chaire.
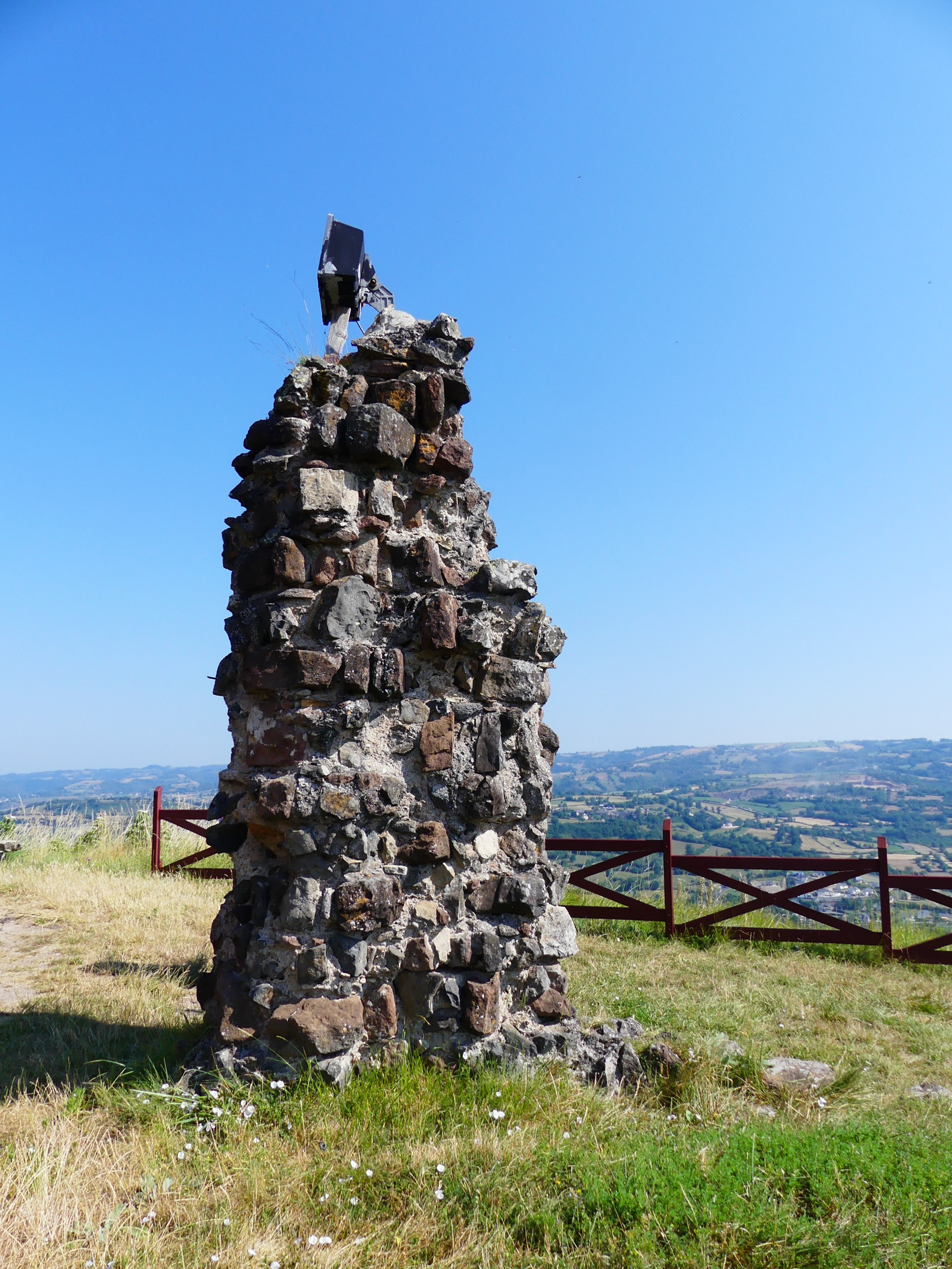
Le seul vestige de l'ancienne chapelle du château de Calmont d'Olt.

#### Couvent des Ursulines
- Chapelle des Ursulines d'Espalion.

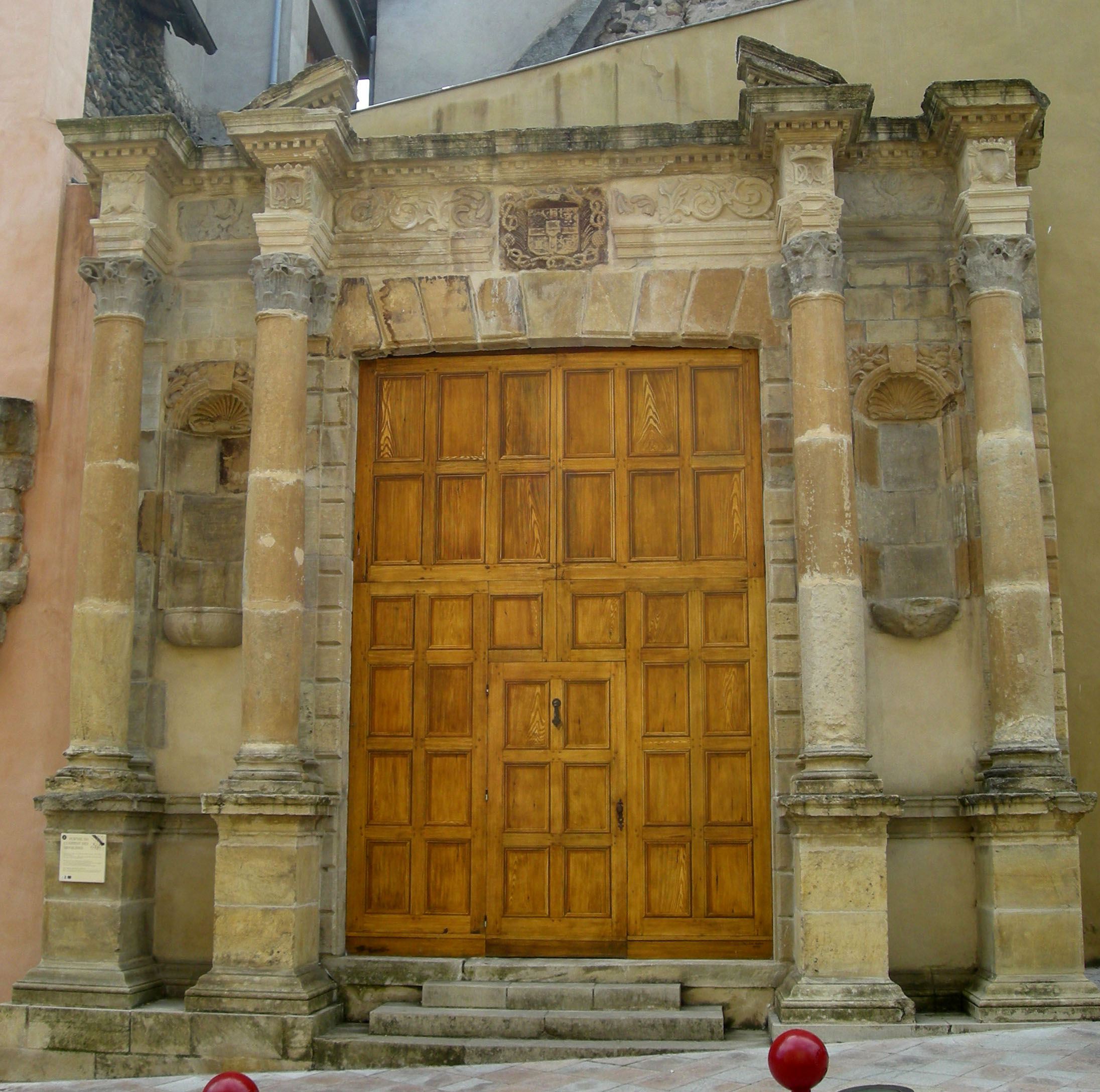
Le portail du couvent des Ursulines.

Construit au XVIIe siècle, le vaste ensemble du couvent des Ursulines a été démoli en 1968 et il ne subsiste plus que le portail et une partie de la façade de son église — notamment quatre colonnes à chapiteaux corinthiens et un fronton brisé qui encadrait la statue de la Vierge — transférés sur l'autre rive du Lot, face au Vieux Palais,. Les niches accueillaient deux autres statues aujourd'hui disparues, celle de sainte Ursule à gauche et celle de saint Augustin à droite. Cependant, le blason sculpté de la congrégation des Ursulines subsiste encore au-dessus du linteau.

#### Abbaye de Bonneval
Bien que située sur la commune voisine du Cayrol, l'abbaye de Bonneval n'est accessible par la route que depuis la commune d'Espalion, par la route départementale 661.

#### Autres édifices religieux
Plusieurs autres édifices religieux sont recensés sur la commune : trois églises à Alayrac, Biounac et Flaujac, ainsi que trois chapelles à Carnéjac, à Falguières (privée) et à l'hôpital de la ville.
- Église Saint-Julien d'Alayrac.
- Église Notre-Dame-de-l'Assomption de Flaujac.
- Église de Biounac.
- Chapelle de Calmont-d'Olt.
- Chapelle de l'hôpital Jean Solinhac d'Espalion.
- Chapelle Saint-Jean de Carnéjac.

### Patrimoine civil

#### Vieux-Palais

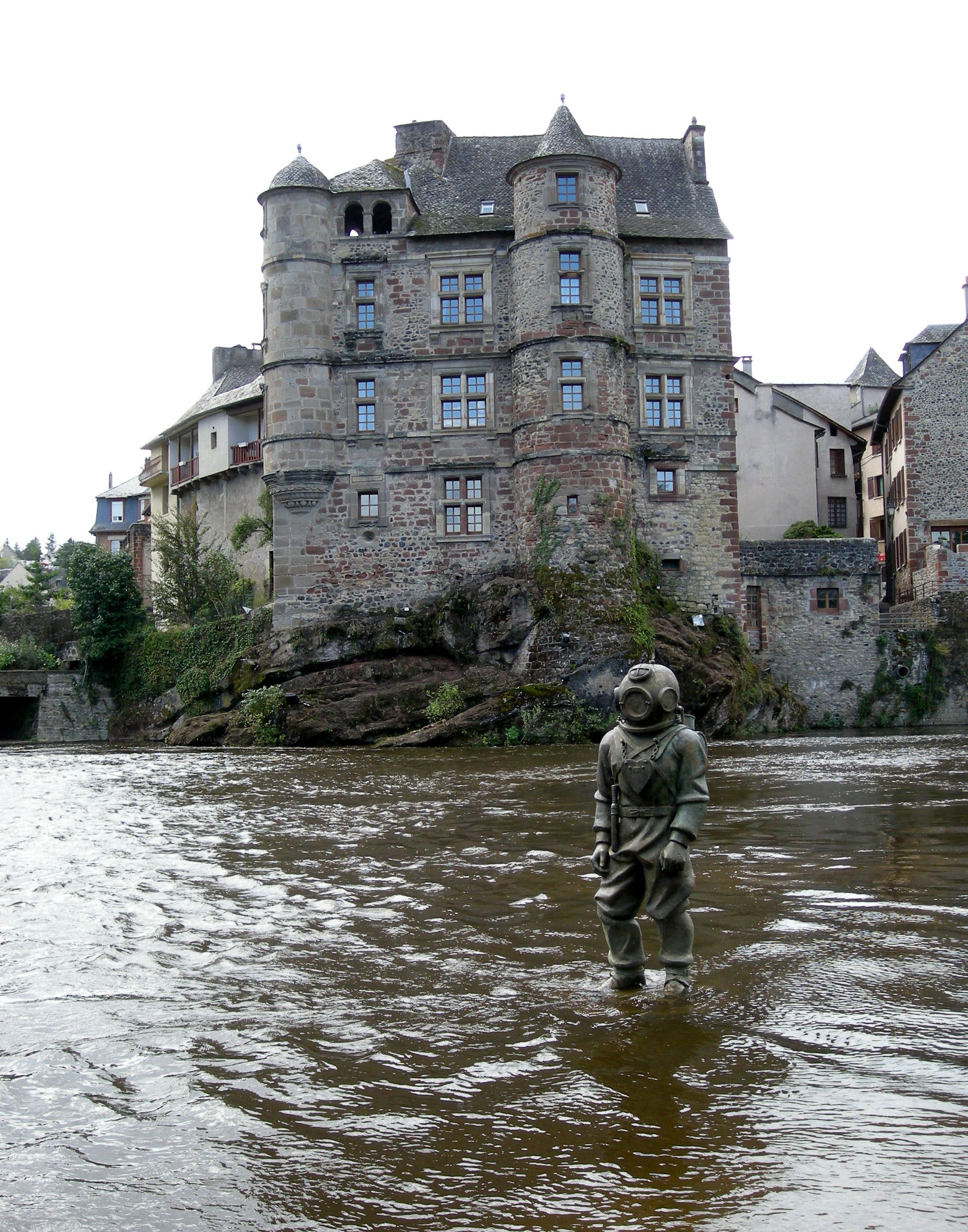
Statue de scaphandrier devant le Vieux-Palais.

Dans la commune se dresse le Vieux Palais, édifié sur les bords du Lot en 1572 par les soins de Bernardin de la Valette, capitaine au service des seigneurs de Calmont durant les guerres de Religion.
Les consuls d'Espalion lui donnèrent les pierres de l'église Saint-Sauveur que les huguenots venaient d'incendier, à la condition que soit érigée une tour donnant sur le foirail.
Le Vieux-Palais servit tour à tour de mairie, de tribunal, de prison, de dépôt communal, de banque et reçut le musée Joseph-Vaylet jusqu’à la fin des années 1970. En ruine en 1919, à la suite d'un éboulement, il faillit disparaître, mais fut restauré de 1935 à 1946.
Datant de la Renaissance et dominant le Lot, face aux anciennes maisons des tanneurs, cet édifice présente des tourelles, dont une poivrière, une loggia et des fenêtres à meneaux.

#### Pont-Vieux
Il a été construit vers le XIe siècle par les seigneurs de Calmont. Jalonné dès le XIIe siècle de diverses échoppes, il fut au XVe siècle inclus dans le système de fortifications de la ville et doté de trois tours, puis en 1588 la dernière arche fut remplacée par un pont-levis. Ces fortifications disparurent au XVIIe siècle et le Pont-Vieux fut doublé en 1846 par le Pont-Neuf directement en aval. Classé Monument historique en 1888.

#### Anciennes prisons
Mise en chantier en 1838 et inaugurée en 1844, la maison d'arrêt d'Espalion conçue par Étienne Boissonade, architecte départemental fut l'une des premières prisons cellulaires de France. Elle fut fermée en 1933, date de la centralisation des bâtiments carcéraux.

#### Tour Michou
Cette tour est le dernier vestige des six tours de l'enceinte fortifiée, construite aux XIVe et XVe siècles.

#### Monuments aux morts
Ce monument communal en granit de Bretagne, dédié aux morts des deux Guerres Mondiales, et érigé en 1922  est l'œuvre du sculpteur Eugène-René Arsal (1884-1972). Une jeune paysanne en bronze avec palmes rend hommage aux morts et un lion, aussi en bronze, serre une épée dans ses griffes. Ce monument se trouve devant l'Hôtel de Ville de style néoclassique, inauguré en 1861. C'était jadis le palais de justice et sous-préfecture jusqu'en 1926.

#### Hameau de Flaujac
Le fort, construit en 1442, conserve de nombreuses maisons à l'intérieur de son enceinte trapézoïdale couronnée de mâchicoulis.
Beaucoup de ces maisons se sont écroulées, mais certaines sont rénovées grâce aux nouveaux propriétaires.

### Musées

#### Musée du Scaphandre
Inauguré le 21 juin 1980, le musée du scaphandre a été créé en hommage aux inventeurs espalionnais du premier scaphandre autonome moderne. En 1860, l'ingénieur des mines Benoît Rouquayrol met au point un « régulateur pour l'écoulement des gaz comprimés ». Cet appareil, créé pour secourir les mineurs pris dans les gaz, a été adapté au monde sous-marin en 1864. Doté d'un réservoir sous pression et d'un détendeur à la demande, ce scaphandre a ouvert au XIXe siècle les portes du monde sous-marin aux plongeurs.

#### Musée Joseph-Vaylet
Installé dans l'ancienne église Saint-Jean-Baptiste, une église gothique de la fin du XVe siècle, ce musée d'Arts et Traditions Populaires présente des objets traditionnels. Il doit son existence à Joseph Vaylet (1894-1982), majoral du félibrige, qui sa vie durant a rassemblé les collections et créé l'Association chargée de continuer et pérenniser son œuvre.
Le premier étage présente une collection de bénitiers de chevet, un espace consacré à l'enfance, des meubles, des poteries et des instruments de métiers divers. Le rez-de-chaussée comprend plusieurs vitrines (armes, instruments de musique, objets religieux, paléontologie, minéralogie, étains, etc.) ainsi que la reconstitution d'un intérieur rouergat du XIXe siècle.

#### Musée des mœurs et coutumes du Rouergue
Ce musée est installé dans le bâtiment des anciennes prisons construites en 1838, place Pierre-Frontin près de l'hôtel de ville. Le visiteur pouvait ainsi se faire une idée de l'univers carcéral du XIXe siècle où les cachots et salles communes à promiscuité préjudiciable ont été remplacés par des cellules individuelles.
En 2007, le musée présente une exposition sur les cuivres en Rouergue et une sur les poteries rouergates ainsi qu'une exposition temporaires sur les poids et mesures.

### Espalion au cinéma
- 1950 Nous irons à Paris  de Jean Boyer
- 1972 Le Soldat Laforêt de Guy Cavagnac
- 1979 L'Adolescente de Jeanne Moreau
- 2005 Saint-Jacques... La Mecque de Coline Serreau
- 2017 Une Grenade sous la chemise de Christophe Monier
- 2018 Courir toute nue dans l'Univers de Guillaume Revil

Festival du Film d'Espalion chaque année en septembre depuis 2015.
La société de production de films pour le cinéma et la télévision « Terra cinéma » de Pascal Galopin est implantée à Espalion depuis 2015.

### Espalion dans l'art graphique
- Vue d'Espalion (Aveyron) par Alphonse Roubichou 1930 - musée des Beaux-Arts de Gaillac

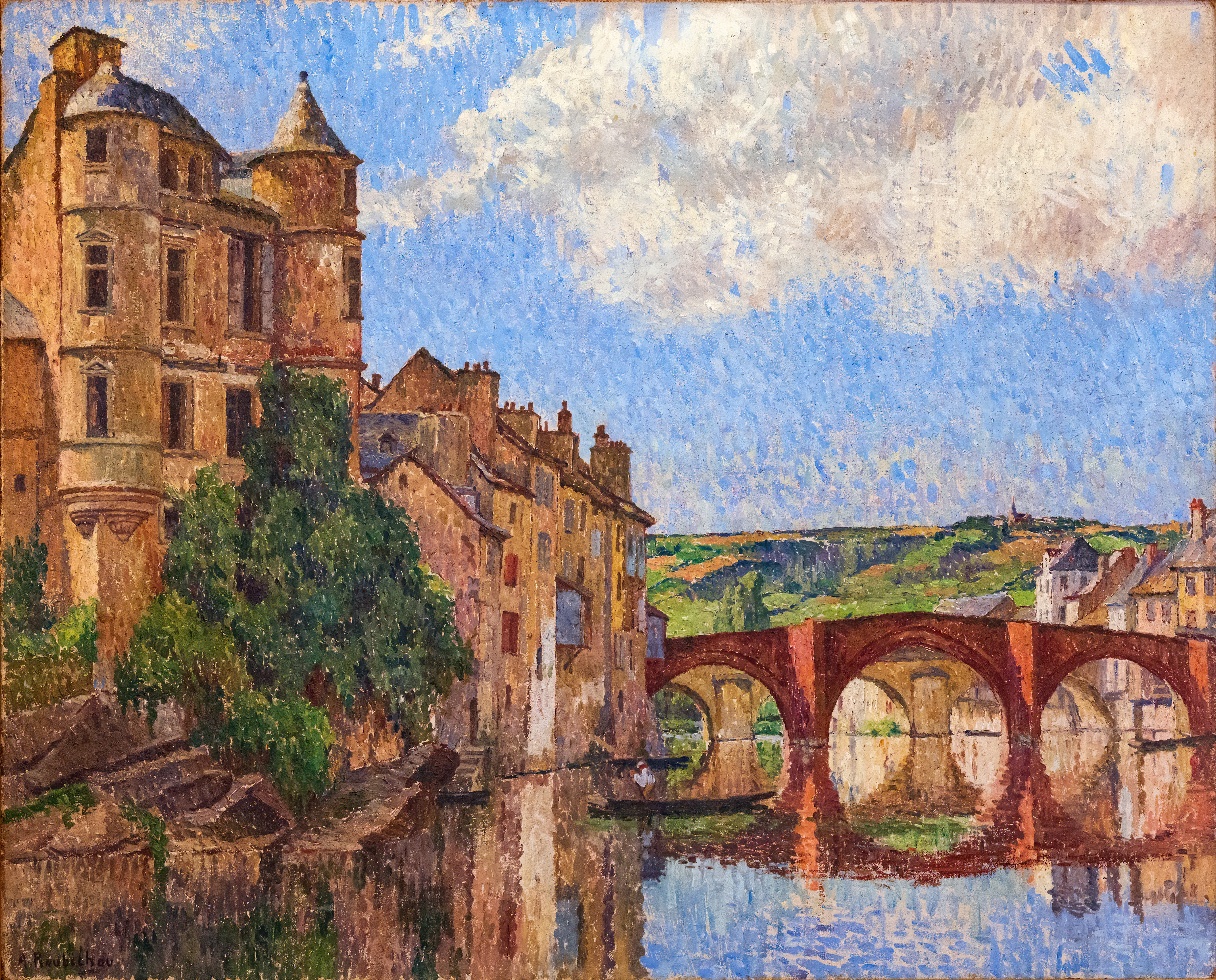
Vue d'Espalion (Aveyron) - Alphonse Roubichou 1930

### Espalion en bande dessinée
Pierre Seron (1942-2017), l'auteur de la bande dessinée des Petits Hommes, bien que Belge de naissance, semble porter une certaine affection aux noms pittoresques de certaines localités françaises dont il s'inspire largement pour nommer les lieux fictifs où vivent les petits hommes, en les détournant : Eslapion d'Espalion, Ravejols de Marvejols ou encore Berg-en-Brousse de Bourg-en-Bresse.

### Personnalités liées à la commune
- Raimond de Calmont d'Olt.
- Antoine-Salvanh (vers 1476-vers 1554), architecte du portail sud-est et du clocher hexagonal de l'ancienne église Saint-Jean-Baptiste.
- Pierre Delpech, natif du hameau d'Alayrac, marchand de garance, capitoul de Toulouse en 1534[37].
- Pierre d'Assézat, né à Espalion place du puits (vers 1515-1581), capitoul de Toulouse en 1552, fit construire l’Hôtel d'Assézat à Toulouse.
- Pierre de Fleyres (1550-1633), évêque de Saint-Pons-de-Thomières, est né à Espalion.
- Son neveu, Jean-Jacques de Fleyres (1590-1652), évêque de Saint-Pons-de-Thomières, est né à Espalion.
- Casimir Mayran (1818-1892), né à Espalion, conseiller général puis sénateur.
- Benoît Rouquayrol (1826-1875), né dans cette ville, inventeur du premier scaphandre autonome.
- Léon Conquet (1848-1897), né dans cette ville, libraire et éditeur parisien, lié à une famille d'éditeurs installés sur Paris, dont Pierre-Jean Rouquette (1833-1912) et Antoine Garrousse (1821-?).
- Jules Pouget (1884-1963), né à Espalion, médecin et homme politique français, sénateur du Pas-de-Calais et maire du Touquet-Paris-Plage.
- Joseph Vaylet (1894-1982), écrivain, poète, est mort à Espalion.
- Joseph Poulenc, issu d'une famille de tanneurs espalionnais, est né en 1811 (décès à Paris 1890). Grand bienfaiteur, il a donné son nom au boulevard principal.
- Famille Poulenc : La tour de Masse, située à Flaujac, fut la maison familiale des Poulenc dont sont issus le compositeur Francis Poulenc et Joseph, pharmacien ayant fait fortune à Paris qui est devenu au XIXe siècle le mécène d'Espalion. Son fils Étienne fonde la compagnie Poulenc et Cie qui fusionne au XXe siècle avec la compagnie des usines du Rhône devenant la firme Rhône-Poulenc). Camille Poulenc fut censeur de la Banque de France de 1920 à 1932, puis régent de la Banque de France (XIVe siège) du 28.01.1932 au 17.08.1936. Camille Poulenc (1864-1942) s’éteignit en 1942, à Espalion, berceau de sa famille.
- Numa Ayrinhac (1881-1951), peintre argentin, né à Espalion, émigré en Argentine à l'âge de 5 ans.
- René Couderc écrivain auteur de : Amours de troubadours, L'Itinéraire des poètes disparus, Musiques et révolution …

### Pèlerinage de Compostelle
La ville est traversée par un des chemins du pèlerinage de Saint-Jacques-de-Compostelle, La Via Podiensis qui longe la très belle église romane dite de Perse.
On vient de Saint-Côme-d'Olt, la prochaine commune est Bessuéjouls, et son église Saint-Pierre.

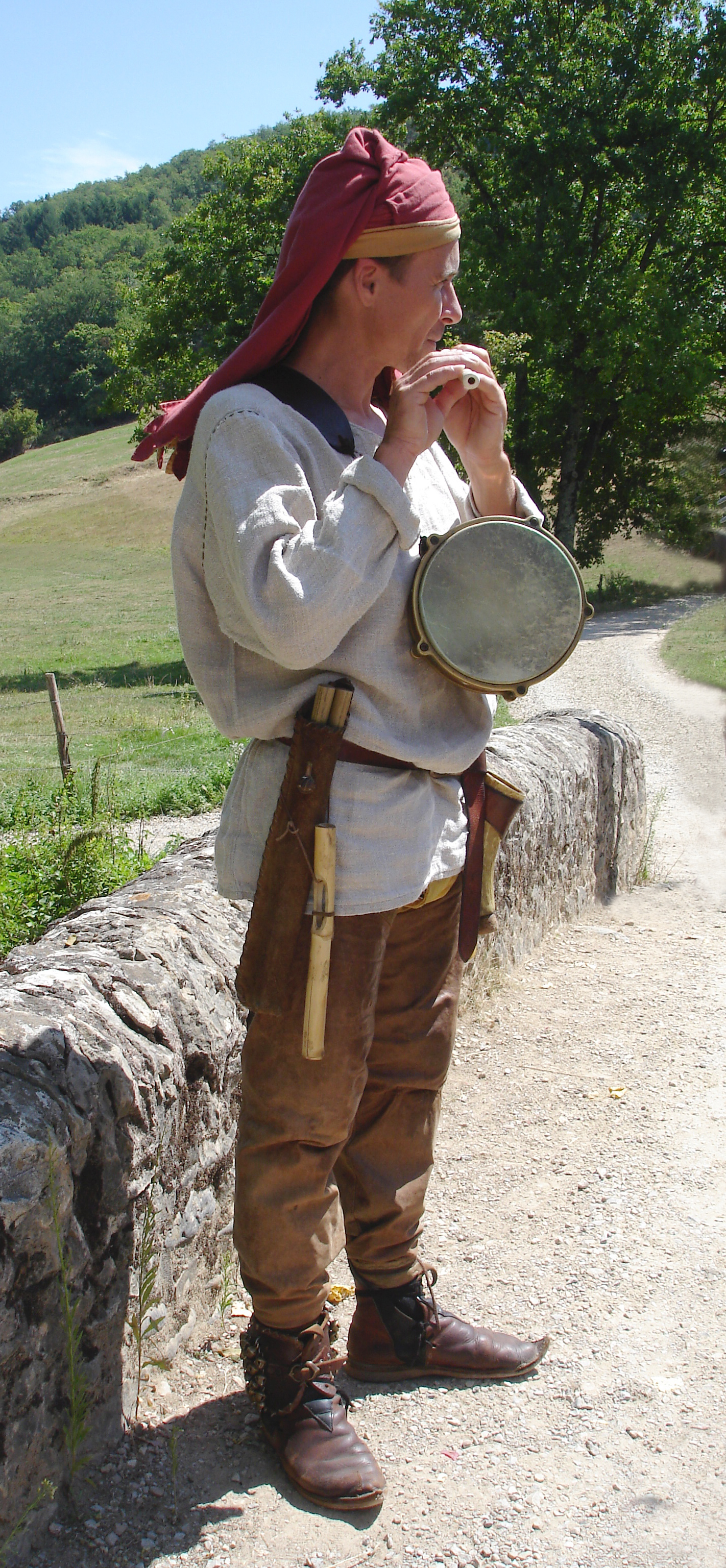
Ménestrel à Espalion 2010

### Héraldique
|  | Espalion porte : D'or au lion de gueules tenant en sa gueule une épée en bande du même (Dictionnaire héraldique, Ch. Grandmaison, 1861) . Armes parlantes (jeu de mots/rébus: épée/espadon - lion). , créées au XIXe siècle par l'historien Henri Affre. Malte-Brun dans La France illustrée de 1882, nous propose un blasonnement semblable, sans préciser la direction de l'épée (tenant entre ses dents), mais avec un chef de France. On trouve une variante D'or au lion de gueules tenant une épée haute du même (Brian Timms). Antérieurement, Espalion n'a pas véritablement d'armes, outre éventuellement celles des seigneurs de Calmont dont le château domine la ville : D'argent au lion rampant de sable. |

[Il faut noter cependant que les armoiries d'Espalion ont été enregistrées à la fin du XVIIe siècle, dans le Grand Armorial de France, par Charles d'Hozier (Cf. Cabinet des Titres, Archives nationales).]